# Religion minoenne

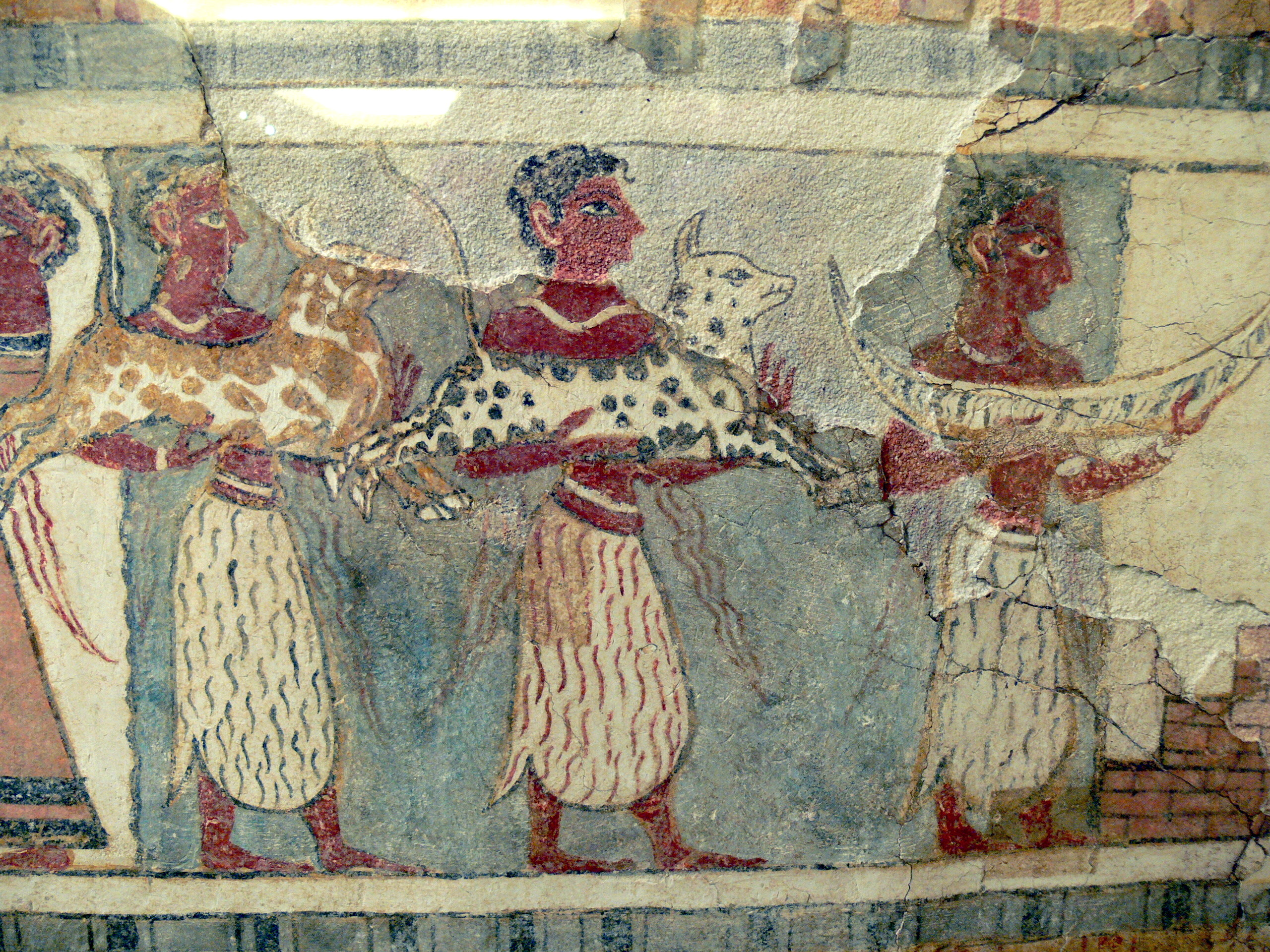
Fidèles apportant des offrandes, sarcophage d'Aghia Triada, époque néopalatiale, musée archéologique d'Héraklion.

L'expression religion minoenne désigne les cultes pratiqués en Crète par la civilisation minoenne. Ces cultes sont tournés vers la nature, la végétation et leurs rythmes. Cela se remarque particulièrement au travers de dieux et de déesses qui meurent et renaissent chaque année, et par l'utilisation de symboles tels que le taureau (ou les cornes de taureau), le serpent, les colombes. Bien qu'elle disparaisse avec l'arrivée des Achéens puis des Doriens en Grèce puis en Crète, la religion minoenne a néanmoins laissé sa trace dans les mythes et le panthéon de la Grèce classique.

## Sources
L'étude de la religion minoenne repose sur les objets découverts lors des fouilles des différents sites archéologiques de Crète. Ces découvertes offrent aux archéologues des matériels nombreux et variés, à travers les palais minoens, autels, sanctuaires, objets de culte, tombes, cryptes à piliers, cavernes, idoles votives, sceaux et fresques. Tous ces objets sont autant de pistes pour permettre leur interprétation par les chercheurs. En revanche, il n'existe pas de texte de l'époque minoenne pour vérifier et contrôler ces interprétations. Une approche aussi intéressante que provocatrice révèle que quelques représentations, surtout celles de certains célèbres anneaux en or, ne représenteraient pas des scènes religieuses mais des scènes de l'apiculture à l'époque minoenne.
Pour mieux comprendre les cultes minoens, des parallèles sont faits avec les civilisations environnantes de l'époque (Égypte, Proche-Orient), ou un peu plus tardives (Mycéniens). Parfois, les archéologues retrouvent dans certains rites chrétiens de la Crète contemporaine, des rituels qui s'apparenteraient à ceux des Minoens.

## Une personnification de la nature

### Le cycle de la végétation

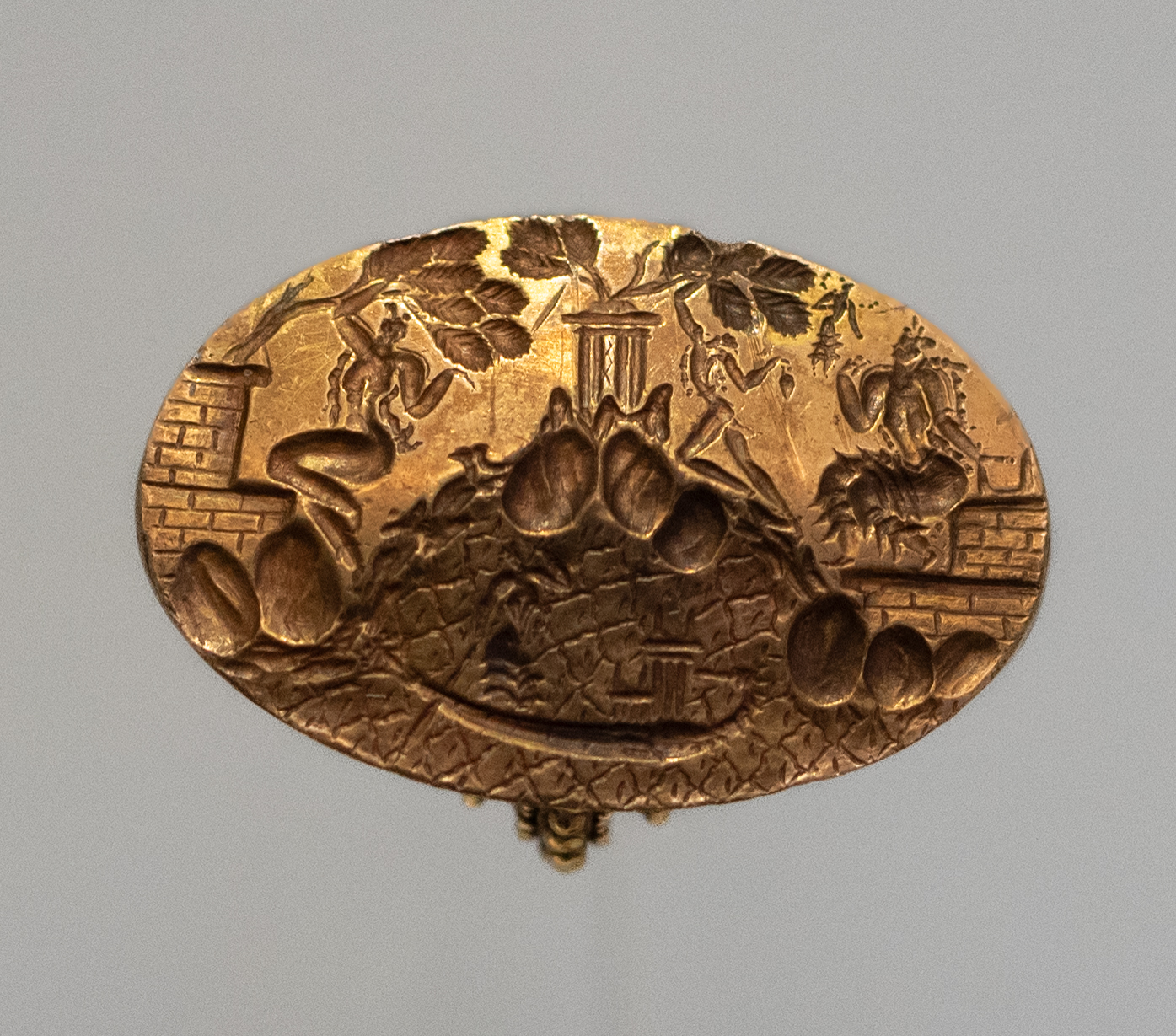
« Anneau de Minos », probablement de Cnossos, époque néopalatiale tardive, musée archéologique d'Héraklion.

Les Minoens ont personnifié la végétation par un « enfant divin » ou un « jeune dieu » qui meurt et ressuscite tous les ans. De même, la puissance créatrice de la nature prend les traits de la « grande Mère », qui apparait comme une femme portant son enfant dans les bras et aussi comme l'épouse du « jeune dieu ». La hiérogamie (union de la déesse et du dieu qui meurt habituellement peu après son mariage) symbolise la fertilisation de la terre. Les scènes représentées sur le sarcophage d'Aghia Triada seraient une représentation symbolique de l'hiver qui finit et du printemps qui renaît : c'est la mort et la résurrection de la nature. Le « jeune dieu » n'est pas la seule divinité mortelle connue dans la religion préhellénique. Les Préhellènes croyaient, semble-t-il, à la mort et à la renaissance d'une « jeune déesse » de la végétation. Les déesses mère et fille d'Éleusis ont probablement des racines préhelléniques, ceci étant suggéré par la relation entre leur légende et la culture des céréales, introduite en Grèce longtemps avant l'arrivée des Grecs.
La religion préhellénique survécut à la « catastrophe minoenne », préservant les noms de quelques divinités préhelléniques mentionnés par les auteurs grecs et latins, ou trouvés dans des inscriptions grecques, comme Dictynna et Britomartis. La première doit être une déesse associée au mont Dicté, tandis que le nom de la seconde, qui signifie « Douce Vierge », est probablement un qualificatif de la jeune déesse. Velchanos et Hyakinthos sont des noms du dieu mortel tandis qu'Ariane, bien qu'on ait supposé que son nom était indo-européen, est une déesse de la végétation qui meurt tous les ans.

### Le Panthéon minoen

#### Déesse mère

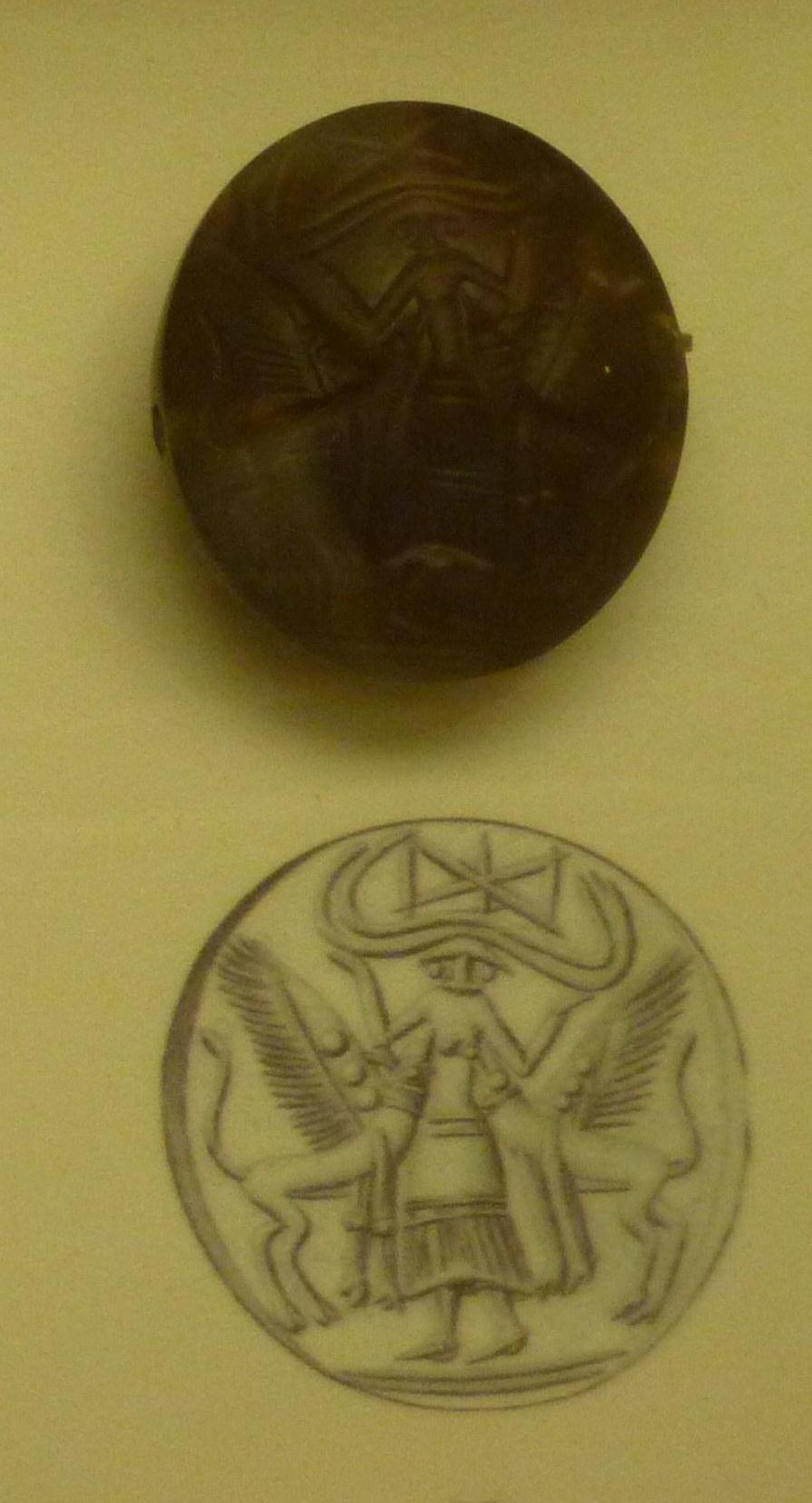
Sceau en onyx représentant la déesse sous sa forme Maitresse des Animaux, entouré de griffons. Cnossos, Période néopalatiale (-1450).

Arthur John Evans estima qu'il n'était pas possible de dissocier les figurines féminines néolithiques de celles retrouvées aux époques suivantes dans les sanctuaires et autels et représentant ce qu'il considérait être la « Grande déesse minoenne ». Cette déesse-mère serait la plus ancienne conception de la divinité. La divinité féminine préhellénique prend des formes variées et nombreuses, et on ne sait pas avec exactitude si ces formes correspondent à des déesses différentes ou à des aspects divers d'une seule déesse. Parfois elle est représentée au sommet d'une montagne parmi les lions lorsqu'elle symbolise la mère de la montagne ou la Maîtresse des animaux, d'autres fois elle apparaît comme une déesse à l'arbre, une déesse aux serpents, aux colombes ou aux pavots. Elle peut prendre une forme guerrière en portant épée et bouclier, elle peut être aussi déesse de la mer en voyageant sur un navire. Il existe des interprétations de ces images : on considère les serpents comme un symbole de l'aspect souterrain, ou comme la déesse elle-même sous sa forme animale ; les colombes seraient les emblèmes d'une déesse céleste, et les pavots les attributs d'une déesse mère qui endort les enfants.

#### Un monothéisme dualiste[N 1]?
Pendant longtemps on a considéré qu'il n'y avait pas de dieu mâle dans la religion crétoise. Cependant, l'hypothèse de l'existence d'une divinité mâle n'est plus à écarter, et on admet désormais que les Minoens ont conçu de bonne heure l'idée d'associer à la Déesse-mère, l'amant ou le fils, voire consécutivement ou simultanément. Mais pour de nombreux chercheurs, il serait cependant l'ancêtre du Zeus de la Grèce classique. Et l'ensemble des récits affectés à l'enfance de Zeus en Crète serait révélateur de croyances et de pratiques fort anciennes établissant que les Minoens auraient été attachés au culte d'un Dieu viril infiniment plus vieux que le Zeus hésiodique.
Le Jeune Dieu apparait sous les traits d'un dompteur de bêtes sauvages ou armé d'un arc avec un lion à ses côtés. Il est parfois accompagné d'un chevreuil ailé et d'un démon porteur d'un vase à libations, ou d'un griffon. On ne connait pas son nom minoen, et il est difficile de le rattacher à un dieu grec.

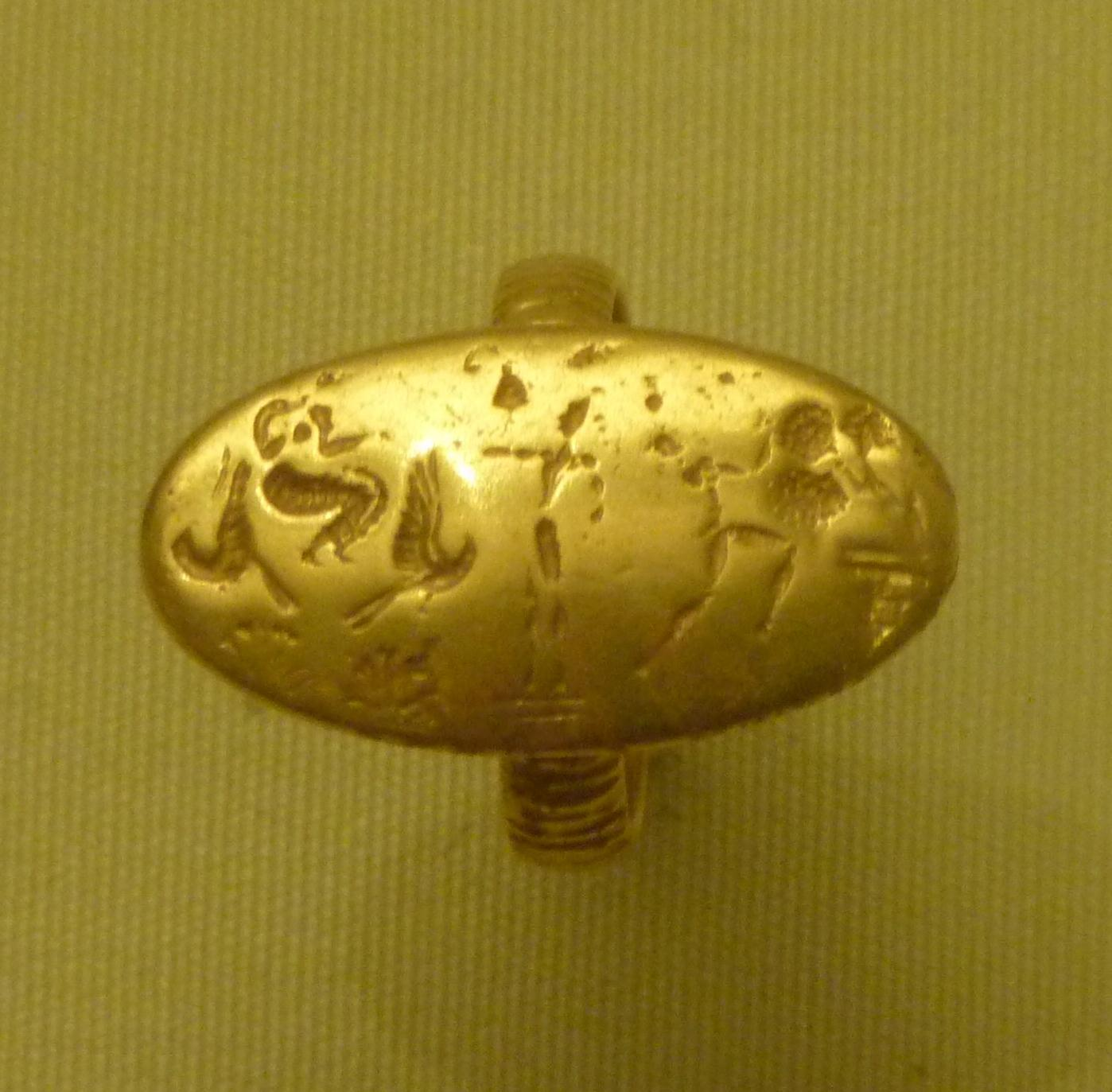
Représentation d'une « conversation sacrée » entre un dieu et une déesse.

#### Démons et autres créatures
Dans les scènes rituelles, on voit apparaitre aux côtés des divinités, diverses créatures qui représentent peut-être les esprits de la végétation. Pour Alexiou, l'origine de ces personnages remonte peut-être aux rites magiques auxquels participaient des hommes porteurs de masques d'animaux. On voit ces créatures servir le Jeune dieu, assister au culte et transporter des vases avec lesquels elles versent des libations devant des branches sacrées ou devant une déesse assise sur un trône.

### Symboles sacrés

#### Cornes

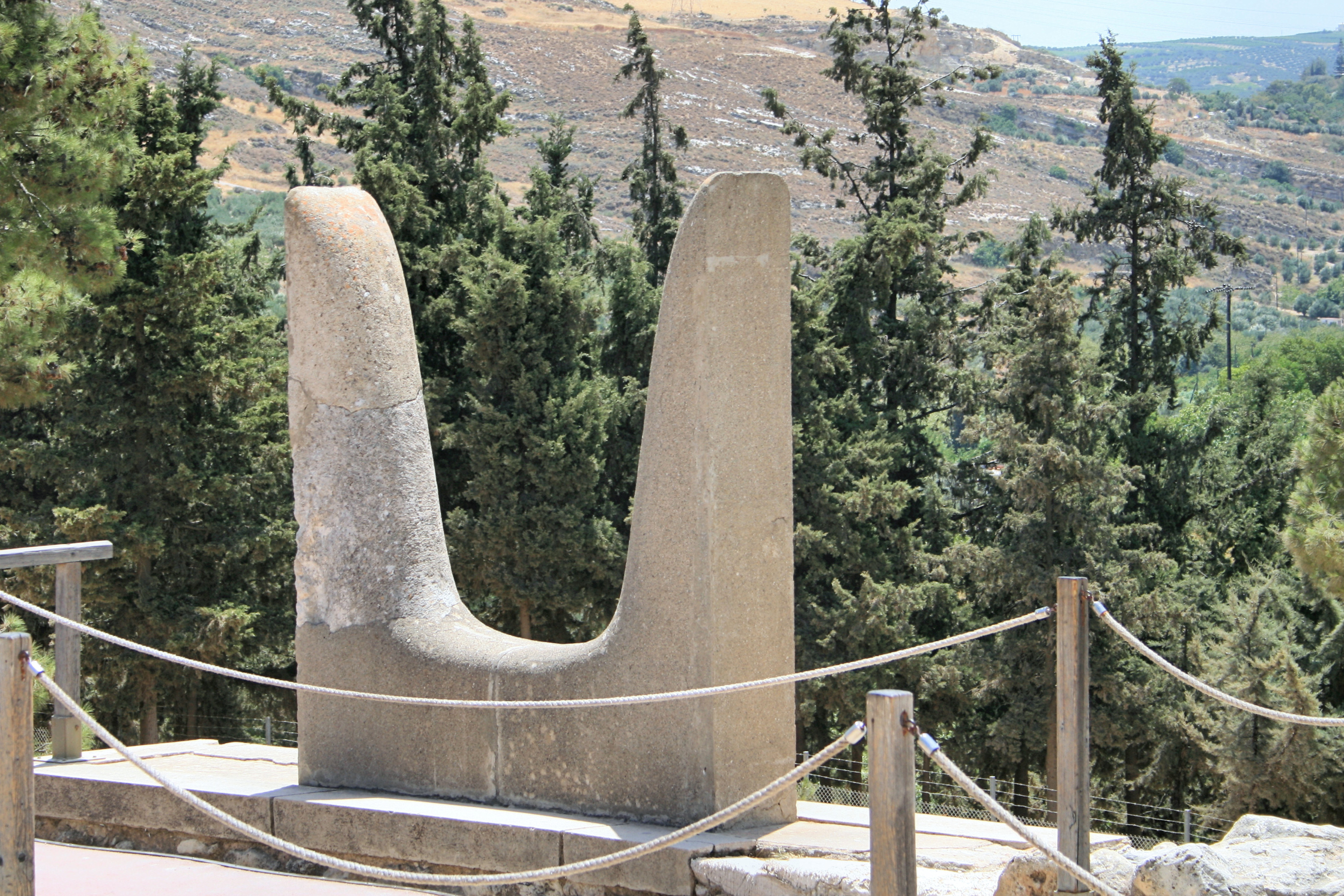
Réplique de cornes sacrées par Evans à Knossos.

La manifestation symbolique des divinités à travers des objets associés à leur culte, est plus importante pour les Minoens que sa représentation directe. Un des symboles les plus sacrés, en tous cas le plus fréquent, était la paire de cornes sacrées. Des cornes étaient installées sur les banquettes et les autels. Parfois, les cornes sont associées à des double-haches, des branches et des vases à libations. Ces cornes pouvaient être de toutes tailles : il existe des modèles réduits en terre cuite, en plâtre ou en pierre. De toute évidence, ces cornes sont une représentation sommaire de la tête du taureau.
On trouve tout d'abord des paires de cornes réelles. L'un des spécimens les plus notables est la paire de cornes de l'autel aux double-haches, à Knossos, où deux paires, faites de stuc ont été découvertes in situ avec des idoles. Entre les cornes, chaque paire présente une fente, comme si quelque chose pouvait y être inséré, peut-être une double-hache. D'ailleurs une hache en stéatite a été retrouvée à proximité immédiate d'une de ces cornes, mais trop petite pour que ce soit celle prévue à cet effet. Cette découverte majeure a permis de se rendre compte de l'utilisation et l'emplacement de ce symbole dans le culte minoen. Toujours à Knossos, une paire de plus de 1,80 m de haut fut retrouvée près de l'entrée sud,. Une grande paire en plâtre fut découverte dans le petit palais datant du Minoen récent de Niroú Kháni, près de quelques marches qui forment comme une estrade sur laquelle les cornes auraient été posées. Des cornes ont même été retrouvées ailleurs que près d'autels, comme à Palékastro, où une paire a été découverte dans un magasin.
Un type particulier de cornes a été découvert, entre autres, dans la grotte de Patsos. En argile, la paire de cornes est décorée de lignes sur l'extérieur : une bande dessine les contours de l'objet, et des lignes parallèles ornent la partie ainsi délimitée. Cette paire a la particularité de posséder une troisième corne en son milieu, restée sans décoration. De petites perforations ont été faites dans l'objet, sans doute pour empêcher l'éclatement de l'argile lorsqu'elle était au feu. Deux autres spécimens similaires ont été découverts, un à Patso, le second à Aghia Triada.
On trouve des informations sur les cornes sacrés sur des bijoux gravés, des vases et des murs peints. Une pyxide en stéatite provenant de Knossos montre une paire de cornes posée sur un autel en pierre de taille. Très souvent, on trouve un objet entre les cornes. Une seule fois, sur un pithos de la Grotte de Psychro, cet objet est une offrande sacrificielle, bien qu'aucune explication n'a pu être fournie avec certitude sur ce cas. Dans tous les autres cas, les objets présents entre les cornes sont soit des double-haches, des vases à libations, comme sur des pierres de Vaphio ou des branches. Les exemples représentant des branches entre les cornes sont souvent les plus parlants, car nombre d'entre eux dépeignent en même temps un acte religieux. Une pierre gravée de la grotte de l'Ida montre une femme soufflant dans un coquillage et se tenant devant une paire de cornes avec des branches. La pierre de Vaphio dépeint des génies déversant l'eau de vases à libations sur les branches placées entre des cornes. Dans les deux cas, les cornes sont placées sur un autel aux bords incurvés. Cette connexion entre les cornes et les branches sacrées pourrait expliquer pourquoi les cornes sont transformées en motifs végétaux sur deux pierres gravées exposées au British Museum.

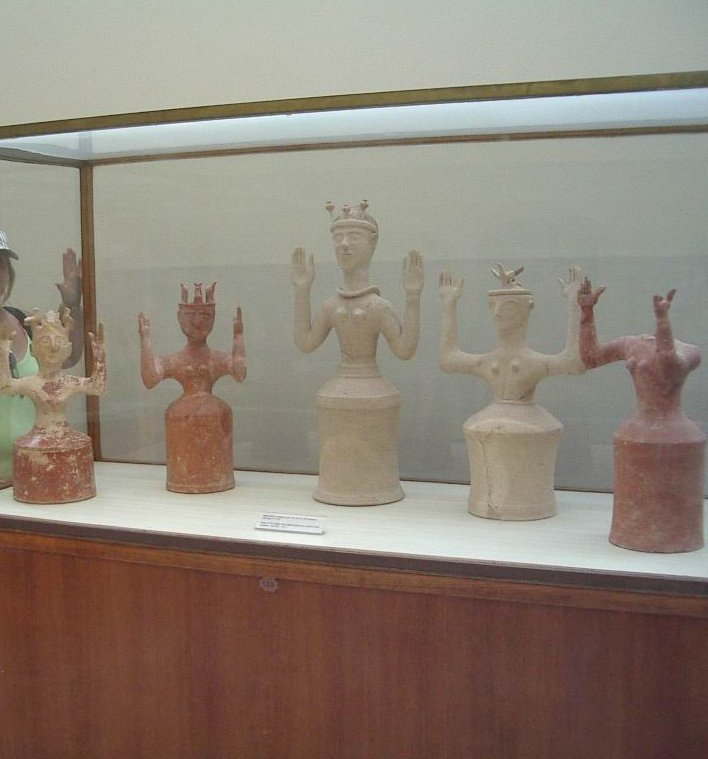
Exemples de déesses aux bras levés dont la position aurait été inspirée par la forme des cornes sacrées.

Les cornes sacrées pourraient trouver leurs origines en Égypte, où, même s'il existe des différences dans les détails, on note également de nombreux points communs dont une tendance à considérer les objets comme symboles d'une divinité. Des similitudes entre la forme des bras de certaines idoles et la forme des cornes sacrées ont amené à faire une comparaison avec des figurines égyptiennes prédynastiques dont les bras levés ressemblent étonnamment aux cornes minoennes, ce qui laisse imaginer qu'en Égypte comme en Crète existait un culte de la déesse-mère prenant la forme d'une vache, et qu'une réminiscence d'un tel culte existait au travers de cette attitude,.
Il n'existe pas de type unique de cornes sacrées et celles-ci peuvent prendre différentes formes. Certains spécimens sont épais et massifs, les projections en forme de cornes peuvent être plus ou moins éloignées. Ces différences de formes ne correspondent pas à une différence d'époques, puisque plusieurs types apparaissent en des mêmes lieux à des époques similaires. Si des cornes semblent dater de toutes les époques minoennes, la plus grande partie d'entre elles datent du Minoen récent II et III.

#### Double hache

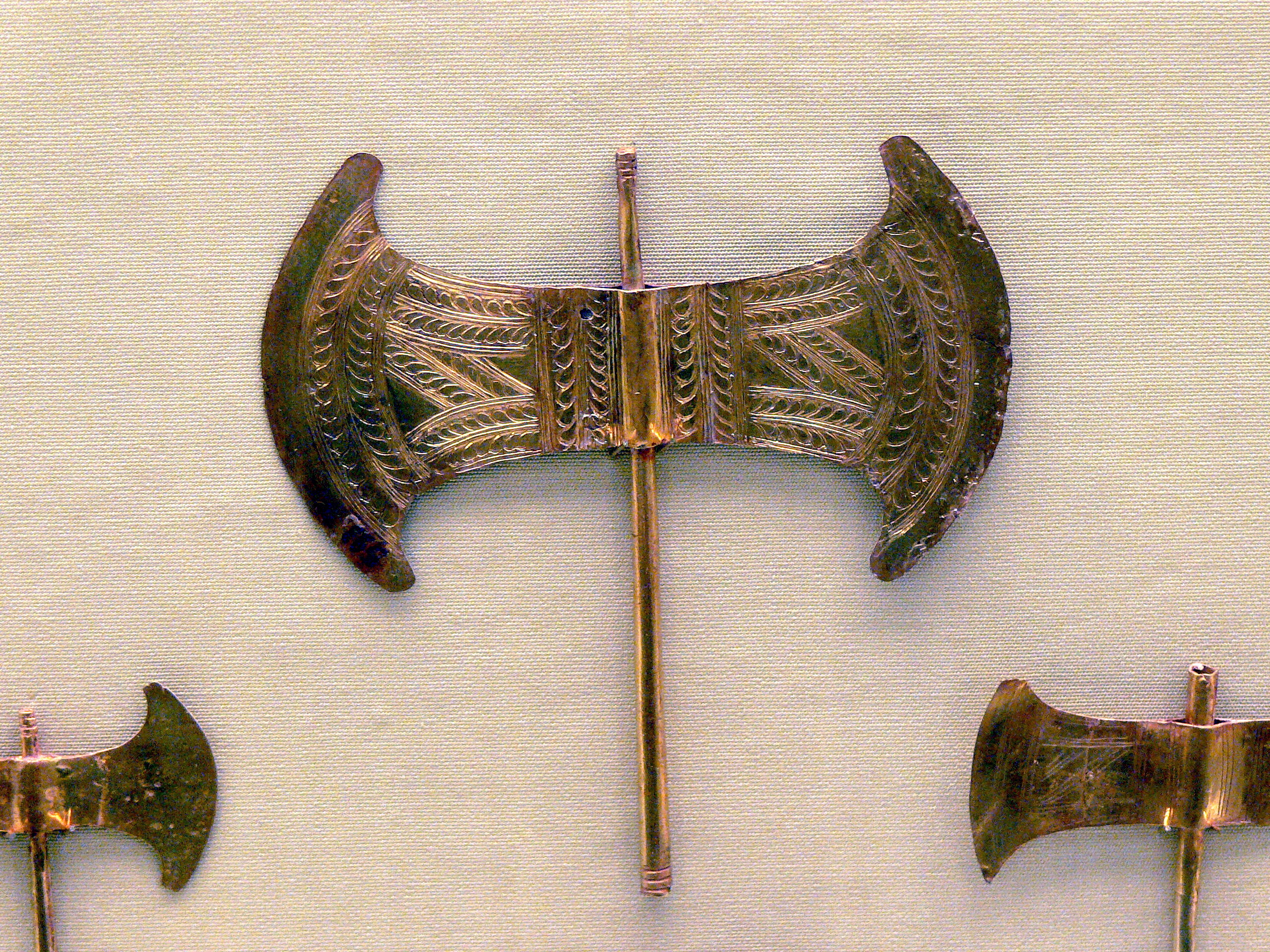
Doubles haches (labrys) en or, Musée archéologique d'Héraklion.

Le symbole de la double hache possède une grande importance. La double hache dérive de celle utilisée au quotidien, tout en comportant des particularités. De nombreuses haches ont été retrouvées, mais certaines ne sont pas conçues à des fins pratiques, soit parce qu'elles sont faites de matériaux fragiles (pierres tendres ou plomb) ou parce que leur taille les rend inutilisables, certaines si petites que leur manche est à peine plus gros qu'une épingle. Même au niveau de la forme, on note des différences. La lame est plus large et moins épaisse, le côté tranchant s'épanouissant en demi-cercles, avec parfois des lames redoublées, la hache devenant ainsi non plus double mais quadruple. La hache sacrée est plus ornementée, rendant son utilisation quasiment impossible. Sa surface est parfois décorée de motifs linéaires suivant les bords de la hache, tandis que des lignes obliques remplissent l'espace central ainsi dessiné.

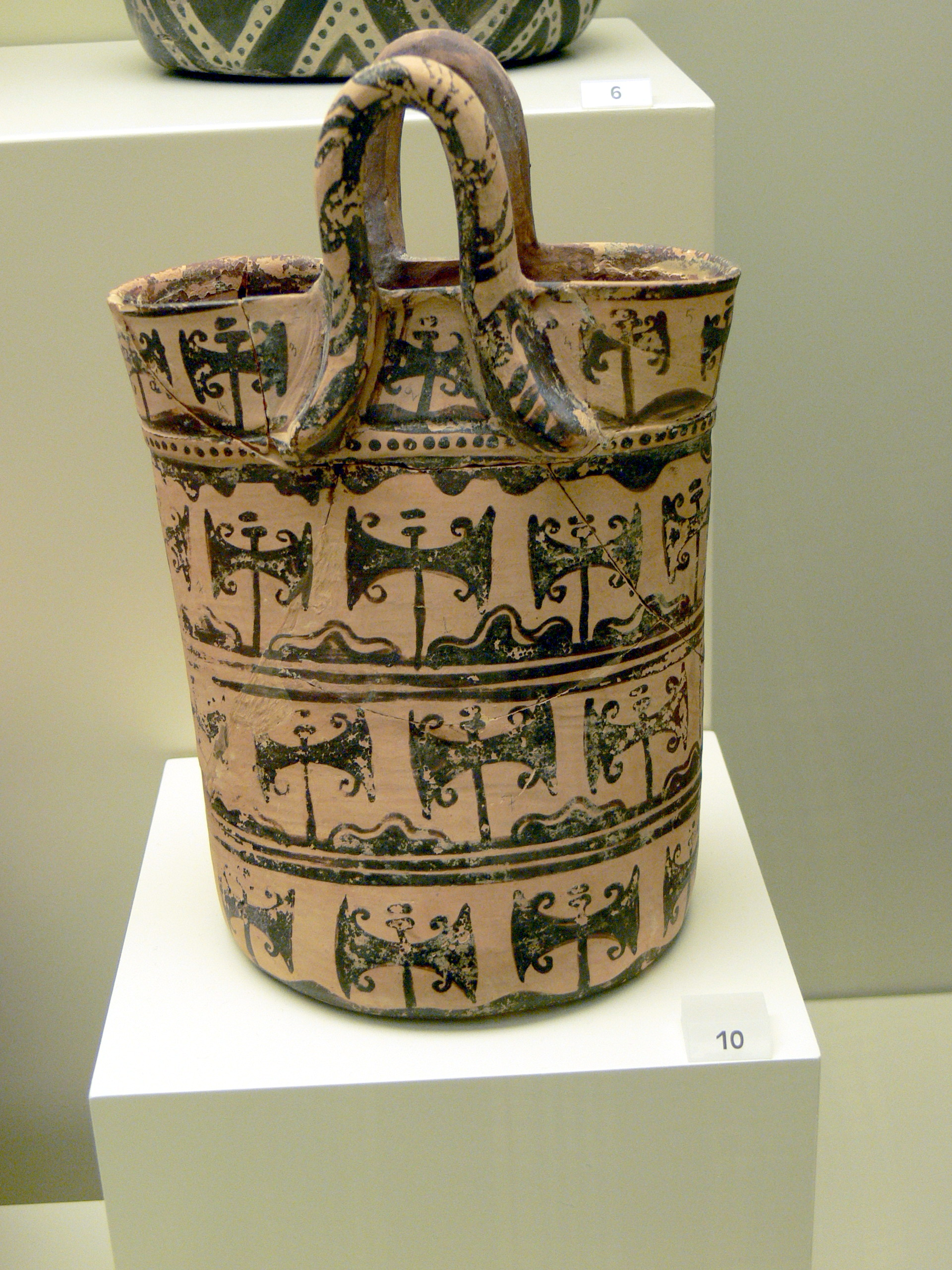
Haches à double lame peintes sur une poterie. Période néopalatiale. Pseira.

Les plus anciens spécimens connus à ce jour, faits de plomb ou de cuivre, proviennent d'une tombe du Minoen ancien II de Mochlos, et l'un d'eux ne mesure que 7,5 cm. Le plus grand nombre de haches retrouvées en un seul lieu se situe à Arkalochori et Psychro. Les restes de 18 haches ont été retrouvés in situ, dans des niches de stalactites. Leurs lames sont toutes très recourbées. Certaines sont faites d'une seule lame de bronze, tandis que d'autres sont faites de deux pièces de métal jointes sans rivets. Des doubles haches, posées sur des bases en forme de pyramide tronquée, ornaient divers endroits du palais de Knossos. La grande répétition de cet emblème pourrait expliquer la dénomination de « labyrinthe » pour désigner Knossos. Labrys dans une langue anatolienne et peut-être aussi en minoen signifie "double hache". Le mot labyrinthos signifie "palais aux doubles haches",.

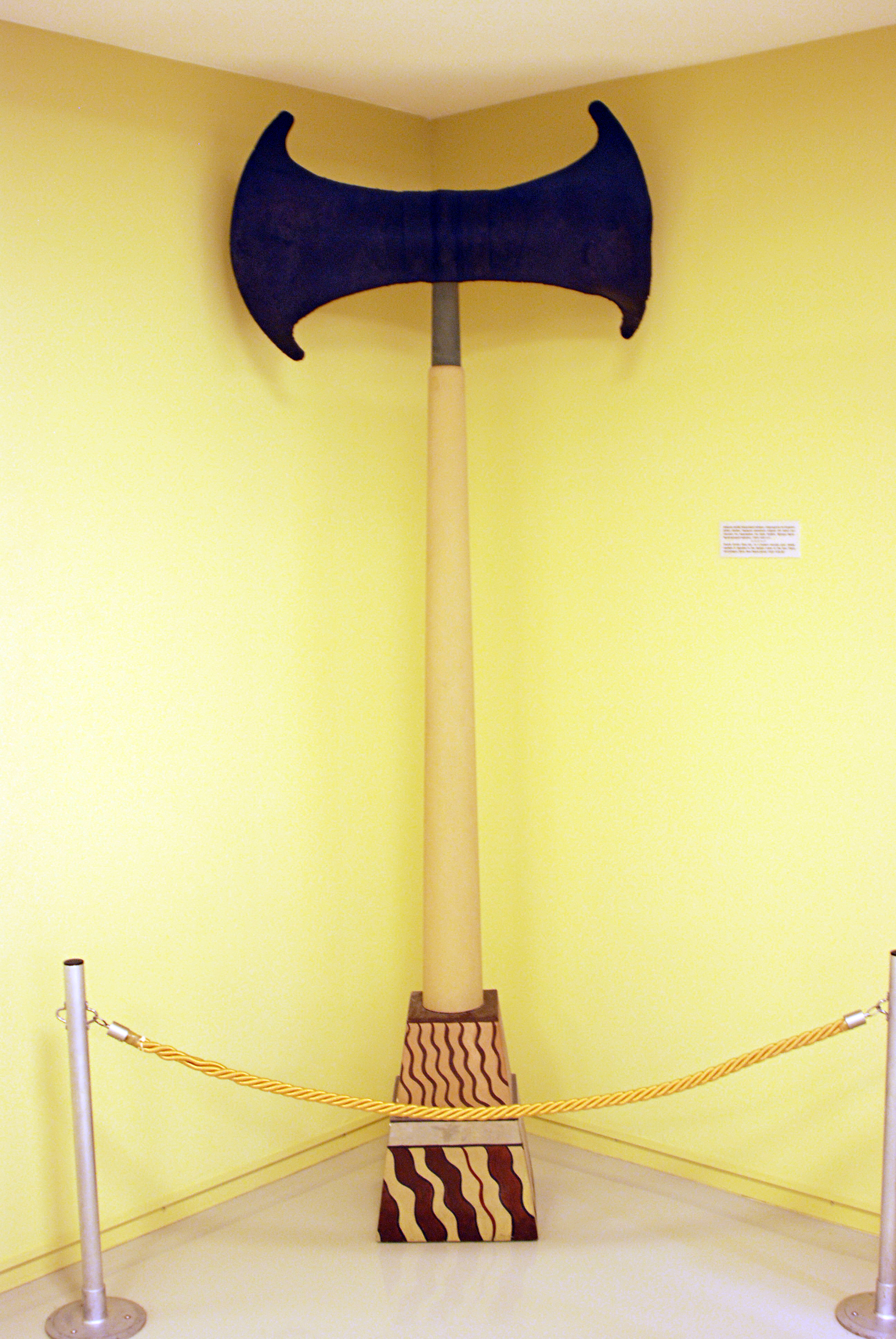
Reconstitution de double hache sur son socle. Musée archéologique d'Héraklion.

Concernant les haches peintes ou gravées, à l'exception d'une représentation sur jarre du Minoen moyen I, elles datent toutes du Minoen moyen III ou du Minoen récent. Un des modèles de hache le plus souvent représenté ainsi est la hache à double lame. Ce modèle est facilement visible sur le sarcophage d'Aghia Triada, sur le côté qui représente une libation, et possède des lignes transversales sur l'intérieur des lames. Sur un autre côté du sarcophage, une autre hache à double lame est visible, celle-ci comportant sur le côté intérieur de la lame des extrémités en forme de spirale. On retrouve ces appendices en forme de spirale sur deux vases du Minoen récent I en provenance de Pseira.
Certains archéologues dont Evans reconnaissent des haches dans ce qu'on appelle des motifs papillons sur certaines poteries. Ces papillons sont des triangles inversés, qui se touchent en leur extrémité, tout en ayant leur base parallèle.
L'usage de la double hache dans le culte minoen est particulièrement bien représenté par le sarcophage d'Aghia Triada. Les doubles haches sont fixes sur de grandes perches plantées dans une base. Dans la scène du sarcophage où l'on peut voir deux perches, cette base est nivelée et consiste dans un cas en deux blocs de pierre carrés, dans l'autre en blocs dont la forme laisse suggérer deux cônes superposés. Sur l'autre face du sarcophage, le socle semble n'être composé que d'une seule pièce quadrangulaire mais décorée alternativement de carrés blancs et rouges. À partir de ces indications, de nombreux socles ont pu être identifiés comme ayant servi de base à des doubles haches. Toujours sur le sarcophage d'Aghia Triada, les haches se trouvent au sommet de hautes perches ; des oiseaux sont représentés au  sommet et entourent des scènes de libations ou sont placés entre un autel et un sanctuaire : cela confirme que les doubles haches étaient considérées comme des objets rituels vénérés dans le culte minoen. Presque tous les archéologues admettent que la double hache est un fétiche ou un symbole de dieu.

#### Nœud

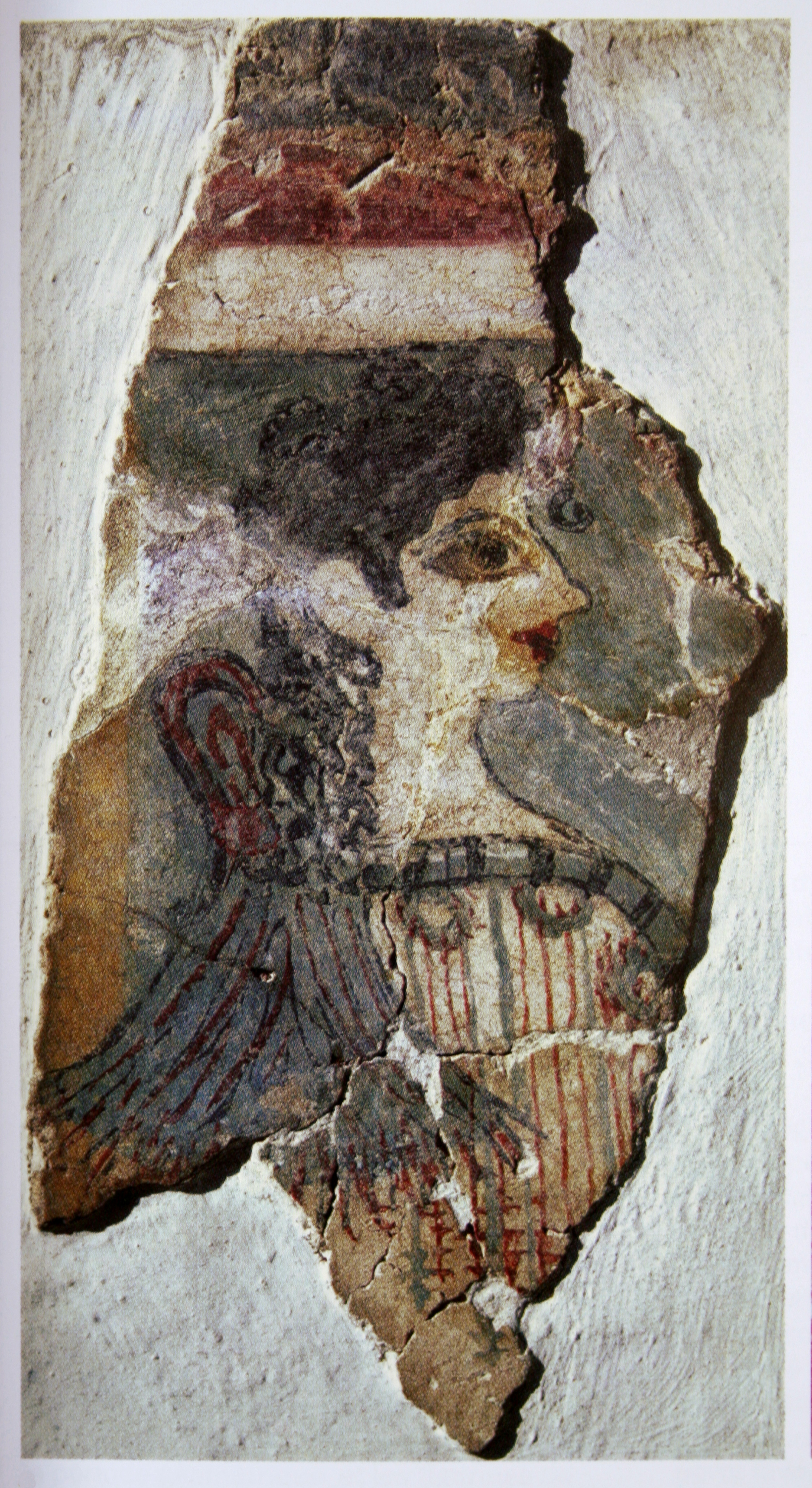
Fresque de Cnossos dite « La Parisienne », avec dans le dos du personnage, un nœud sacré.

Un autre symbole associé à la double hache était le nœud sacré : une bande d'étoffe nouée en son milieu, les deux bouts libres pendant vers le bas. Utilisé comme motif de décoration dans la céramique, on peut également en voir un exemplaire dans la fresque de « La Parisienne » de Knossos. Pour les Égyptiens, les nœuds avaient une force protectrice et Isis avait pour symbole un nœud semblable  à celui des Minoens.
Un nœud en ivoire a été découvert dans une maison de la partie sud-est de Knossos,. Déjà Evans considérait les nœuds comme des objets sacrés. Pour Persson, ils sont le symbole indiquant que l'objet auquel ils appartiennent est associé à la divinité.

#### Autres symboles
Des maillets de pierres ont aussi été retrouvés dans des sanctuaires ou des tombes. Ils ont un manche en bois et un maillet sphérique aux deux extrémités. Ils sont généralement représentés tenus par des prêtres et font sans doute office de sceptres ou bien constituent des instruments de sacrifice comme les double-haches.
Pour les autres symboles sacrés, on trouve des pièces d'armure défensive : boucliers et casques étaient considérés comme des symboles de la déesse, ou comme sa manifestation sous sa forme guerrière. Un autre symbole est la croix et ses variantes (étoile, svastika, roue). On trouve souvent la croix sur les sceaux et parfois sous la forme d'un X entre les cornes d'un taureau.

## Lieux de culte

### Grottes et cavernes
Si les formes prises par les dieux minoens restent obscures, grâce aux fouilles, on connait mieux aujourd'hui les lieux sacrés et les pratiques de culte que les formes des dieux minoens. Contrairement à ce qui pouvait être observé à la même période en Orient ou en Égypte, la Crète se distingue par l'absence de temples. Alors qu'à Sumer ou en Égypte, le culte était pratiqué dans des temples, habitations des dieux et d'un clergé tout puissant, les Minoens célébraient le culte dans des sanctuaires naturels : des grottes, des sommets de montagnes et dans de petits sanctuaires domestiques. Les bâtiments retrouvés aux sommets des Mont Gioúchtas et Petsofas ne peuvent être considérés comme des temples. Les seuls exemples de temples indépendants connus à ce jour sont celui d’Anemóspilia, à Archánes et peut-être celui de Gournia. Les fouilles permettent néanmoins d'identifier les lieux consacrés au culte grâce à l'abondance des offrandes (bijoux, armes, sculptures) et au mobilier religieux (vases sacrés, tables à libations) retrouvés. Ces lieux de culte, utilisés du néolithique à l'époque mycénienne ont été retrouvés sur l'ensemble de l'île,. Dès le néolithique, les grottes, qui servaient aussi d'habitat sont utilisées pour le culte, ainsi des figurines votives de cette époque ont été retrouvées dans la grotte de Trapeza sur le plateau de Lassithi. Durant la période prépalatiale, elles devinrent (pas toutes) des lieux d'inhumation  et au cours de la période protopalatiale, elles furent des lieux de culte de la déesse-mère mortelle minoenne dans des autels, des niches, creux et cavités. On sait que des pèlerins de Phaistos se rendaient sur le mont Ida, à la grotte de Kamáres, pour y déposer des vases contenant des offrandes.

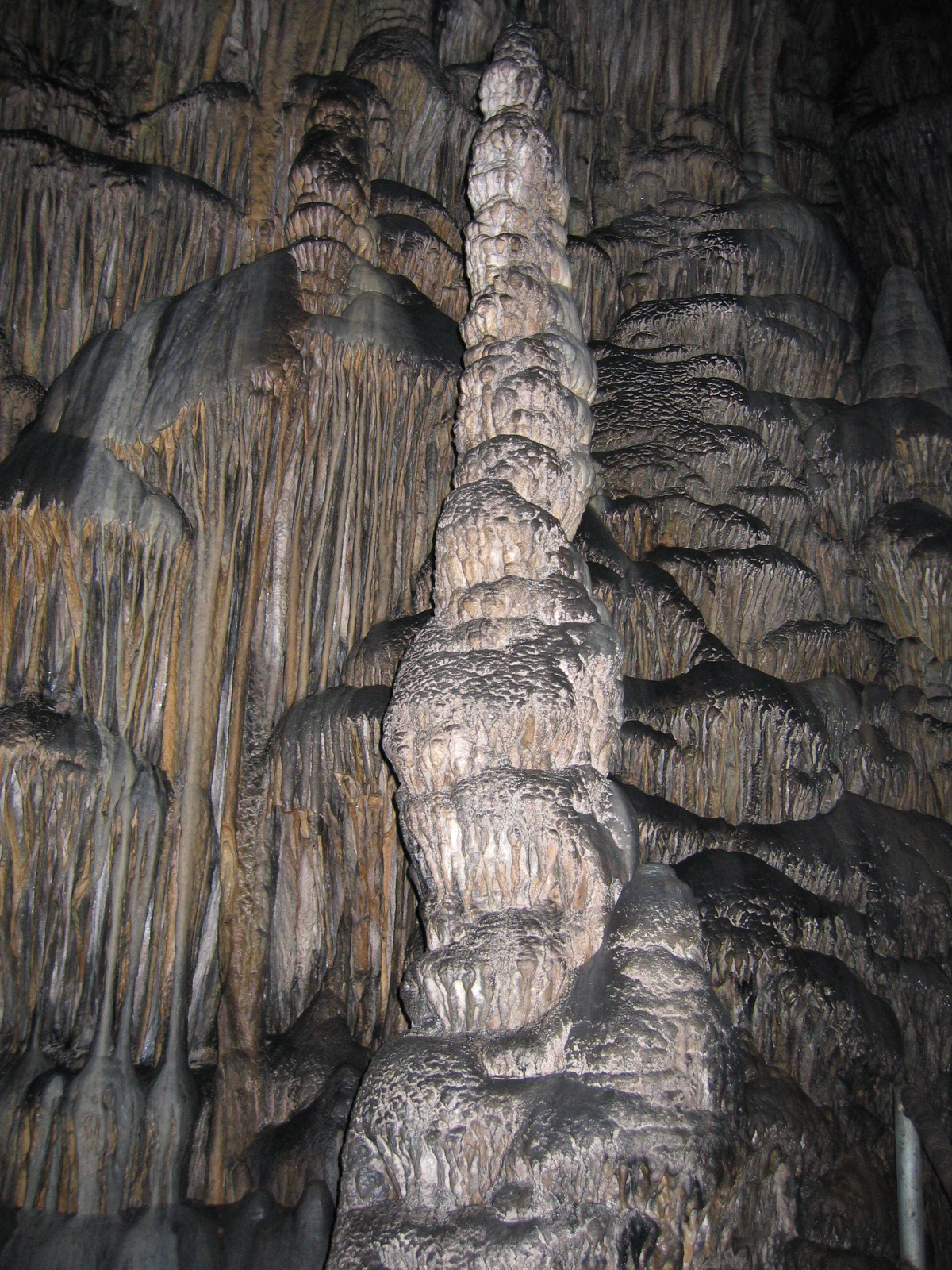
Stalagmite dans la grotte de Psychro (détail).

Les stalactites et stalagmites semblent avoir eu une influence sur le culte dans certaines grottes. Ceci est particulièrement clair dans la grotte de la déesse des accouchements, Ilithyie, à l'est d'Héraklion, où une stalagmite, avec une autre beaucoup plus petite à ses côtés, furent apparemment interprétées comme des images de la déesse mère et de l'enfant divin. On bâtit un mur autour de l'idole, et on lui offrit pendant une très longue période des vases contenant diverses substances. La qualité des vases offerts permet même de supposer qu'Ilithyie était principalement une déesse adorée par les pauvres. Le culte fut poursuivi jusqu'aux temps helléniques, d'où la mention de la grotte et de sa déesse dans Homère et d'autres sources grecques. La grotte de Psychro était probablement par la suite la grotte du mont Diktè des Grecs, où l'on croyait que la déesse Rhéa avait donné naissance au Jeune Dieu (ou Zeus). Des tables à offrandes, des figurines, des miniatures d'animaux étaient offerts à la place de sacrifices vivants ; on y offrait aussi des outils, des armes et des doubles haches en bronze.
Spyridon Marinatos découvrit une grotte sacrée sur une colline basse près d'Arkalochori. Celle-ci échappa aux pillages car elle s'était effondrée dans l'Antiquité. Une série de doubles haches, des petites haches votives en or et quelques très longues épées en bronze prouvent que la déesse était adorée en cet endroit sous son aspect guerrier, contrairement à la grotte de la pacifique Eileithyia.
Le culte dans les cavernes se poursuivit jusqu'à la fin de l'Antiquité, lorsque la déesse minoenne fut remplacée par de nouvelles divinités.

### Sommets de montagnes
Les rites religieux étaient également célébrés dans des sanctuaires de sommet. De petites installations cultuelles apparaissent dès le minoen moyen I,. Ces endroits éloignés étaient peut être considérés comme plus propices à l'apparition de la divinité. Ils étaient consacrés à l'adoration de la déesse-mère de la montagne ou des bêtes sauvages. On trouve des sanctuaires non seulement sur les sommets des hautes montagnes comme Asteroussia, mais aussi sur des sommets plus accessibles, comme Petsofas, Gioúchtas, et même sur des collines basses comme celle du Prophète Elie près de Malia. On y érigea de petits sanctuaires et des autels entourés de murs. Une clôture entoure parfois un arbre, une source, un rocher et on aménagea le sommet en petites terrasses successives avec murs de soutènement pour contenir les fidèles qui y venaient les jours de fêtes. Puis on ajouta de petites pièces, probablement pour l'entrepôt d'objets de cultes. Les adorants déposaient leurs offrandes dans des feux et des autels, mais aussi dans des fissures de la grotte. C'était la coutume, surtout à l'époque protopalatiale, d'allumer aux solstices d'été et d'hiver, dans ces sanctuaires de sommet, de grands feux visibles de très loin. On y jetait diverses offrandes : des petites figurines représentant les adorants, en attitude d'adoration (généralement les bras repliés sur la poitrine), ou seulement des parties du corps, comme bras et jambes. Ces parties du corps auraient été des offrandes laissées par des personnes malades ou blessées en vue d'obtenir une guérison. À partir du minoen moyen, les figurines d'animaux domestiques se multiplient, les plus courante étant celles de bœufs, avec des tailles variant de vingt-cinq millimètres à presque un mètre de hauteur. Ces poteries servant d'offrandes ne sont plus usitées à partir du minoen moyen II, à l'exception de Knossos et du Mont Gioúchtas.
La plupart de ces sanctuaires de sommet ont par la suite été convertis au christianisme et ont accueilli par la suite des églises ou des monastères.

### Sanctuaires domestiques
Des espaces consacrés au culte de la divinité ont été retrouvés dans presque tous les bâtiments. Des statuettes néolithiques ont été trouvées à l'intérieur ou à proximité de lieux d'habitation, ce qui laisse supposer que le culte avait dès lors un caractère domestique. Le culte minoen est considéré comme un culte domestique, et pour Nilsson, les divinités vénérées dans les sanctuaires domestiques pourraient avoir été différentes de celles vénérées dans les cavernes ou les sanctuaires de sommets. Certains sanctuaires retrouvés ne font aucun doute sur leur caractère religieux : les objets ont parfois été retrouvés in situ par les archéologues ; dans d'autres cas, des pièces ont révélé de nombreux objets cultuels en désordre, sans que l'on puisse savoir si ces pièces servaient au culte ou si elles n'ont servi qu'à entreposer ces objets.
Des sanctuaires tripartites font leur apparition dès la période prépalatiale à Phaistos,, consistant en trois petites chambres juxtaposées, celle du milieu étant probablement plus haute que les autres. La pièce du milieu contenait une table d'offrandes en argile, une fosse à sacrifices et un banc sur lequel étaient posés les objets du culte. Ces chapelles connaissent un bel essor au début de la période néopalatiale à en juger par le palais de Knossos, où les vases en céramique prouvent leur utilisation jusqu'à la destruction finale du palais vers 1450. À Knossos, ces chapelles sont composées de plusieurs salles ouvertes, vers l'est, dispositif tripartite, colonnes ornées de la double hache et des cornes de consécration. Dans toutes les résidences royales une disposition analogue est adoptée avec sanctuaire et chambre de purification. Un des sanctuaires les plus connus de Knossos est celui des double-haches, dans la partie sud-est du palais. Datant du Minoen moyen III d'après Evans, ce sanctuaire de 1,50 m2, est divisé en trois parties, chacune à une hauteur différente. Sur le sol, a été retrouvé une quantité de vaisselle dans la position dans laquelle elle avait été laissée. Parmi les objets retrouvés, on peut noter des jarres, des brocs, des bols et un vase en étrier du MMIII représentant un octopode. Au fond de la pièce, un podium recouvert de galets, au centre duquel un autel en forme de trépied, dont les pieds s'enfoncent dans les galets. De chaque côté, on peut voir des cornes sacrées en argile, recouvertes de plâtre, prévues pour pouvoir y insérer les manches de petites haches votives,.
Un sanctuaire analogue est celui de Gournia. Ce sanctuaire fut sans doute un des seuls à être un sanctuaire public, mais trouve sûrement ses origines en tant que sanctuaire domestique. Situé sur le sommet de la colline, à quelques encablures de la cité, il se situe au bout d'une route pavée de 12 mètres de long sur 1,50 m de large. Des murs grossiers délimitent une pièce de 4 mètres de long sur 3 de large, probablement érigée au minoen récent I. Comme à Knossos, une estrade fut construite le long d'un des murs du sanctuaire. Au centre, une table à trois pieds, de forme analogue à celle de Knossos a été découverte. Au sol ont été découverts 3 objets en terre cuite, et les fragments d'un quatrième. Ces poteries, de forme tubulaire, possèdent de chaque côté, une rangée verticale de trois ou quatre anses ou petites poignées, et à l'arrière une plus grande anse surmontée de cornes. Une de ces poteries est même enlacée de deux serpents.
D'autres installations courantes sont des cryptes à pilier carré central. Cet espace sombre au rez-de-chaussée était considéré comme le cœur du sanctuaire, habité par la divinité protectrice du palais ou de la demeure. Ces cryptes sont souvent si petites, que le pilier n'est pas nécessaire au soutien de la structure, c'est pourquoi de nombreux chercheurs dont Evans estiment que l'acte d'adoration était adressé au pilier. C'est pour cette raison que les piliers ont souvent devant eux des bassins et des canaux dans lesquels était versé le liquide.

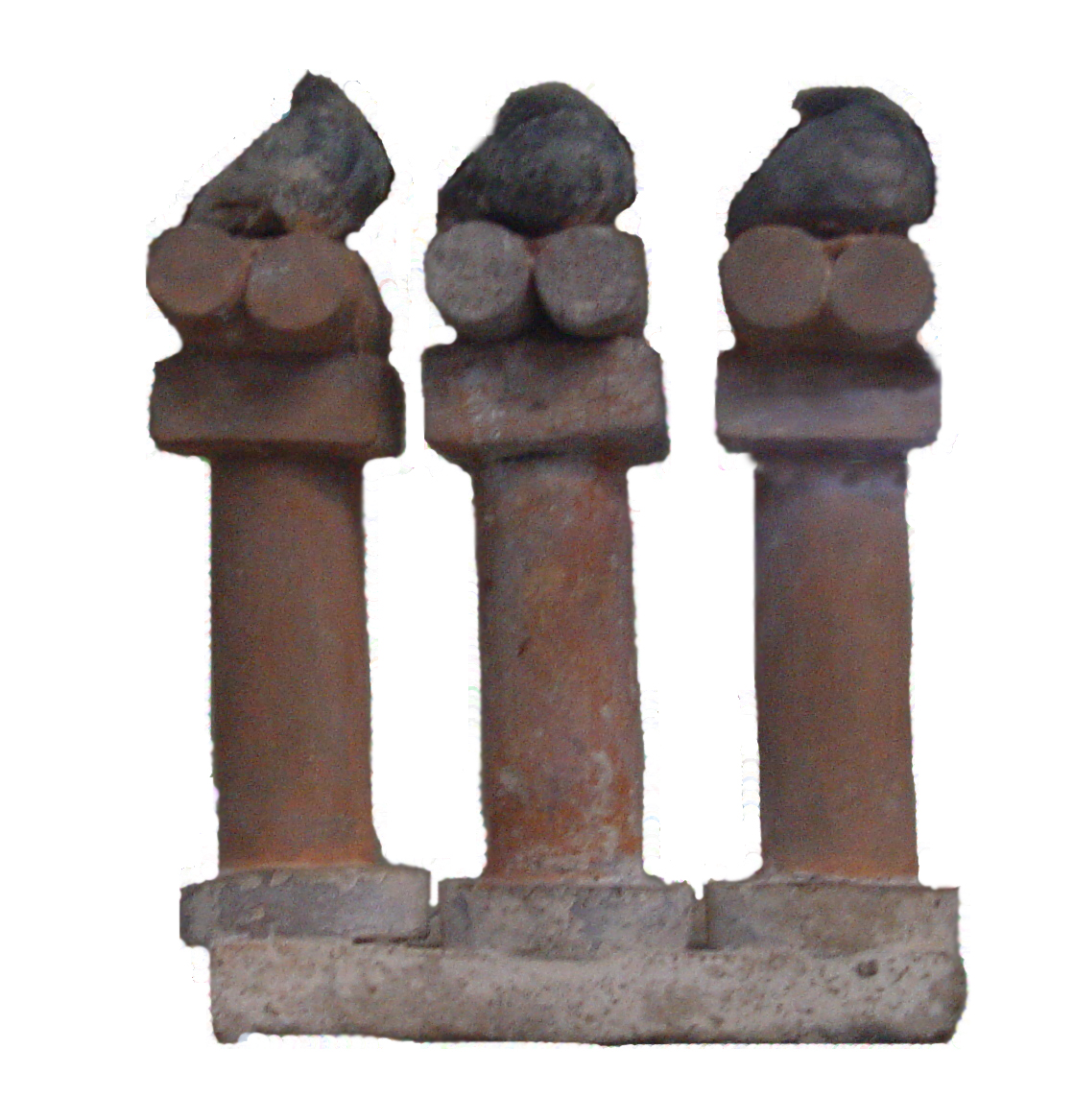
Miniature en terre cuite montrant le caractère sacré des colonnes.

Au-dessus de ces cryptes, on trouvait des chambres contenant aussi des colonnes, elles-mêmes sacrées. Des scènes murales dans lesquelles on voit des double-haches et des nœuds sacrés attachés à des colonnes suggèrent que la colonne, comme le pilier pouvait avoir une signification religieuse. À Knossos a été découvert un modèle réduit en terre cuite montrant trois colonnes sur lesquelles sont perchés des oiseaux, un signe certain de l'apparition divine. D'autres exemplaires montrent des lions ou autres créatures tels des Sphinx ou des griffons disposés symétriquement de part et d'autre de la colonne. Le fait que des parties entières des palais étaient consacrées à des usages religieux montre le caractère sacré des palais.
Un autre type d'endroit sacré est le bassin lustral. C'est une petite pièce d'un niveau plus bas que celui des pièces environnantes, que l'on peut atteindre par un ou plusieurs escaliers. Dans certains de ces bassins ont été retrouvés des petits vases en céramique qui pourraient avoir contenu des liquides et auraient pu servir à des rites de purification par aspersion ou par onction. Dans d'autres bassins, on a découvert des rhyta et des vases en pierre, ainsi que des peintures murales représentant des cornes.
À fin de la période minoenne, les sanctuaires retrouvés sont des petites [...] souvent bordées sur le côté d'une banquette où l'on plaçait les objets du culte. Ce type de sanctuaire a été retrouvé à Knossos, Gournia, Gazi et Karphi. La taille des statues retrouvées et le caractère général de ces sanctuaires montrent qu'ils appartenaient à toute la communauté.

### Les palais interprétés comme des sanctuaires
Le caractère religieux des palais minoens a été reconnu dès les premières fouilles effectuées par Arthur John Evans à  Knossos. Il est marqué à un point tel que certains spécialistes ont estimé qu'il s'agissait non de palais mais de sanctuaires qui auraient eu aussi une fonction économique comme les temples de Mésopotamie. La résidence royale et les centres de pouvoir se seraient trouvés alors dans les édifices que les archéologues ont désigné sous les termes de  « villa », « petit palais », « palais d'été », qui se situaient à proximité,.

### Idoles et figurines

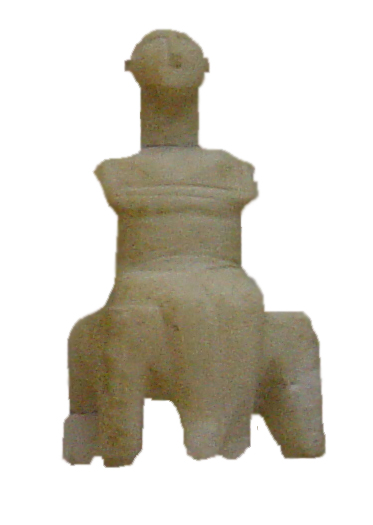
Divinité assise sur un trône. Période protopalatiale (Téké Knossou).

Les idoles apparaissent et se généralisent dès le néolithique. C'est à cette époque qu'apparaissent les figurines de femmes obèses nues. La nudité complète, l'indication occasionnelle des parties sexuelles, indiquent que ces idoles représentent une déesse de la fertilité. Une statuette masculine, découverte dans les couches néolithiques de Knossos par Arthur Evans, pourrait représenter le Jeune Dieu, ou simplement un adorant. Ces statuettes sont considérées comme objets de culte car elles ressemblent aux grandes idoles cycladiques, elles-mêmes objets de culte. Parfois considérés comme des concubines ou des servantes du mort, des exemples de ces déesses portant un enfant sur la tête, ou bien assises sur un trône, militent en faveur de la thèse des objets de culte. Étant donné que les statuettes féminines dominent en nombre, les archéologues ont supposé qu'elles représentaient la déesse-mère et constituaient des objets de culte d'une religion matriarcale. Les statuettes nues du néolithique auraient eu plusieurs rôles. D'après Vassilakis, elles auraient pu servir à l'initiation des jeunes filles par des femmes plus mûres, ou représenter des figures féminines importantes pour la communauté. Elles étaient peut-être également utilisées pour la magie ou l'exorcisme. Mais en tout état de cause, il ne peut être admis que toutes les statuettes représentaient forcément des divinités. De plus, si le grand nombre de figurines féminines témoigne du rôle prépondérant des femmes dans les communautés néolithiques, ceci ne témoigne en rien du fameux matriarcat qui implique le pouvoir des femmes. Pour Vassilakis, les notions de pouvoir et de puissance doivent être employées avec beaucoup de prudence et de précaution dans l'étude des communautés primitives.

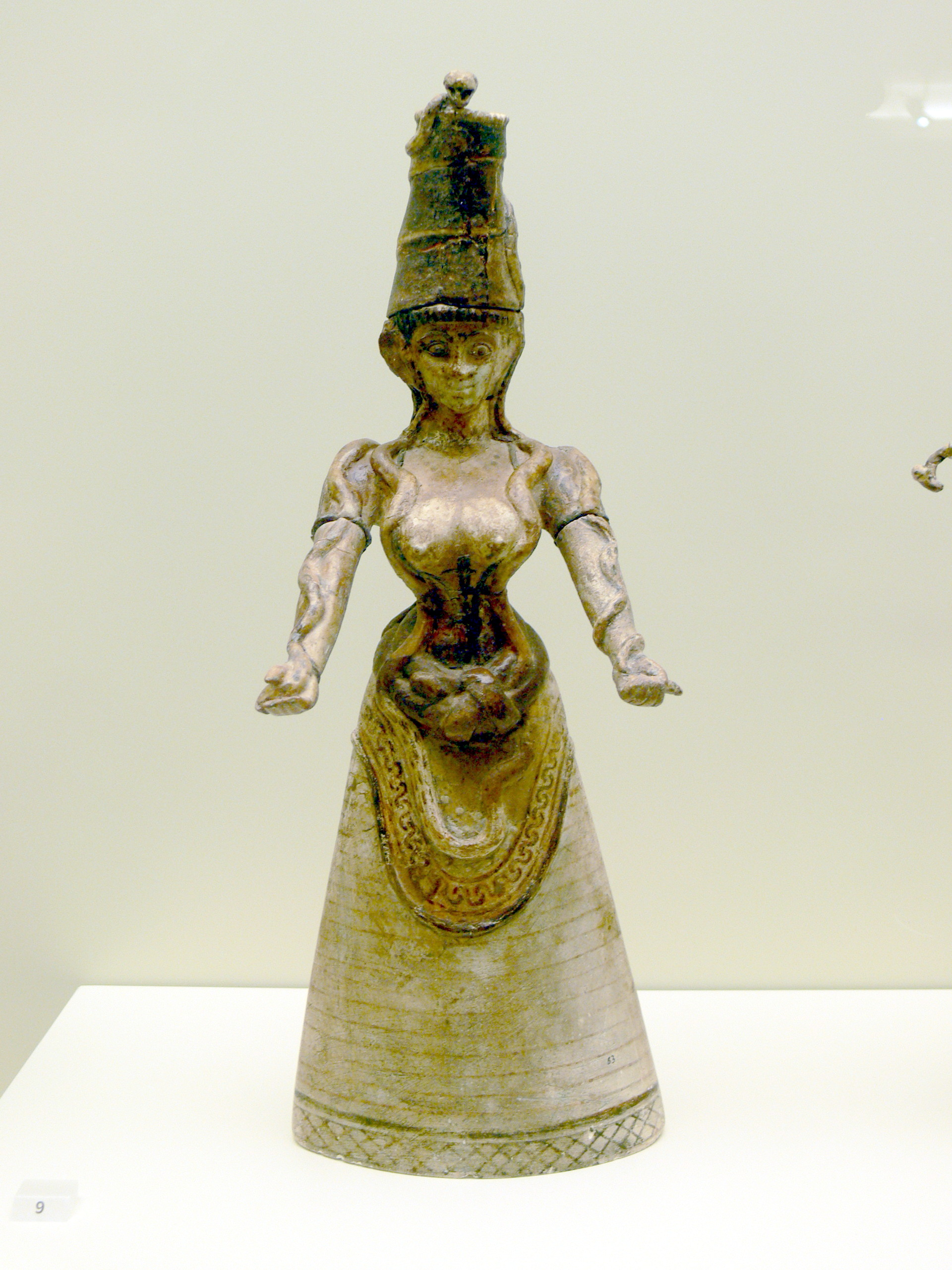
Déesse aux serpents enroulés autour de ses bras. Période néopalatiale. (Knossos)

La déesse apparait très rarement nue aux périodes suivantes. À la période protoplatiale, la religion continue d'être axée sur les femmes. Les représentations mettant en valeur les éléments de la fécondité se font plus rares. L'importance est donnée à présent à des tenues vestimentaires rituelles, qui constituent la nouvelle tendance dans la représentation féminine. Pour Vassilakis, ces nouvelles conventions iconographiques peuvent s'expliquer par la volonté d'un équilibre symbolique du pouvoir entre les deux sexes.
Au début du protopalatial, apparaissent également des statuettes très caractéristiques dites en « clochette de mouton ». Ce sont de petites statues en terre cuite, en forme de cloche, avec un anneau de suspension, deux projections en forme de cornes, et des fentes à la place des yeux. Elles seraient des cloches votives, comme des modèles réduits de robes sacrées ou des imitations de masques portés par les prêtres ou les adorants. Cette interprétation est fondée sur des statuettes peintes distinctement avec des traits humains : yeux, nez et bouche.
Les divinités étaient représentées par des statuettes de petites dimensions. Rares sont les statuettes de grandes dimensions, plus rares encore les statues cultuelles grandeur nature. Une nouvelle tendance apparaît dans les années postpalatiales, où les statuettes en argile de grandes dimensions sont courantes. Les déesses des sanctuaires postpalatiaux ont des têtes toujours couronnées d'emblèmes: oiseaux, cornes, coquelicots, et disques. Parfois des serpents dressent leurs têtes au-dessus du diadème. À Gournia ont été découvertes des statuettes avec des serpents enroulés autour des bras, et un morceau de bras tenant une épée, enlacé d'un serpent. Une statuette de Gortyne tient des serpents dans ses mains tandis qu'un oiseau est perché sur son épaule. Ceci aurait tendance à montrer comme peu vraisemblable l'idée de deux déesses séparées, l'une céleste accompagnée de colombes, l'autre souterraine assistée de serpents.

### Autels et tables à libations

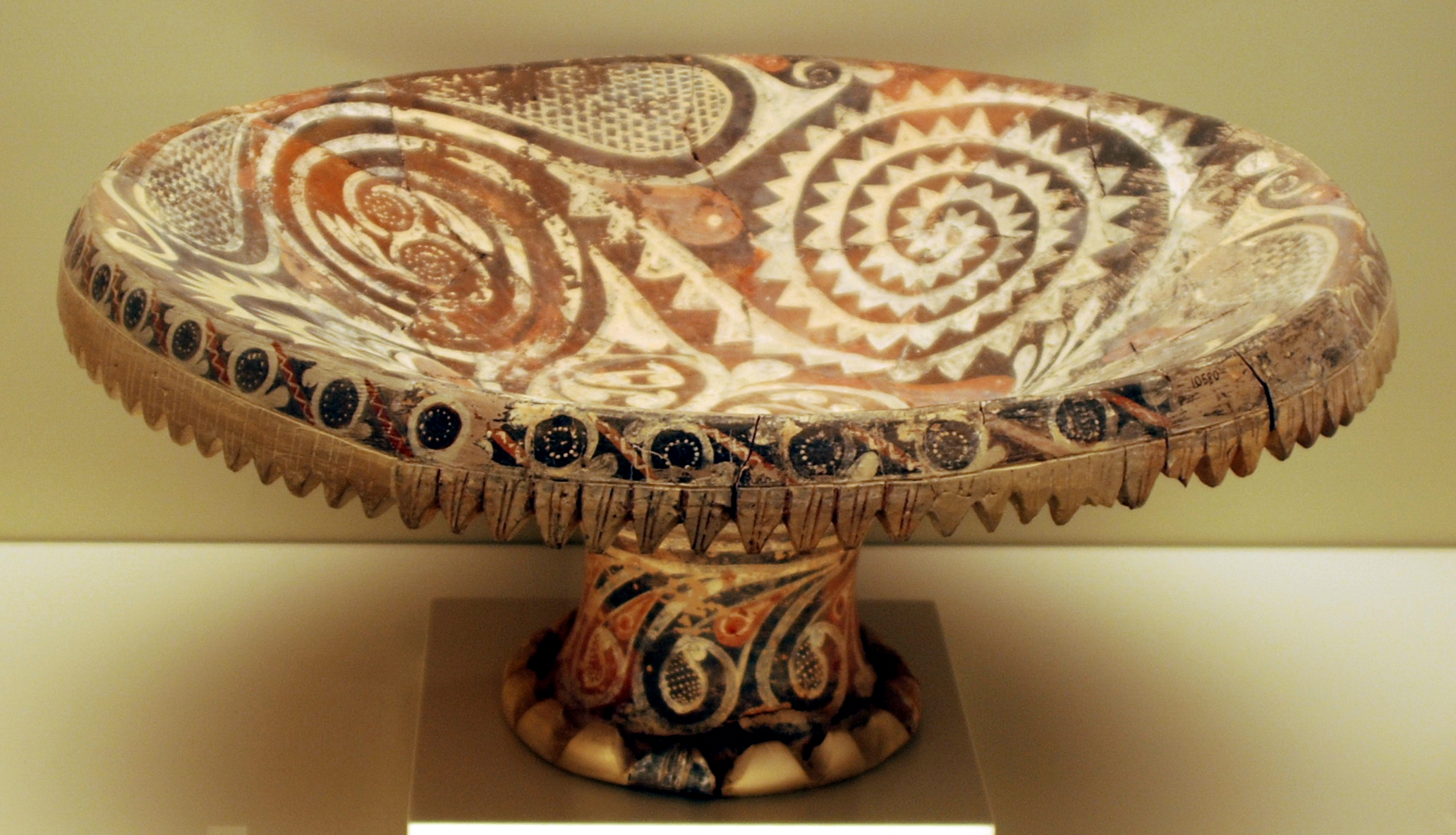
« Compotier » servant à l'offrande de fruits. Période protopalatiale (Phaistos).

Les autels occupent une part importante de l'équipement rituel. Comme plus tard, à l'âge classique, les autels présentent déjà toutes sortes de formes. Ils peuvent être rectangulaires, bâtis en pierre taillée ou à degrés. Des autels fixes, faits de blocs de pierre ou de linteaux ont été découverts dans de nombreux endroits, et ils ont été faciles à identifier dans les grottes de Psychro ou d'Ilithyie. De plus, ces autels ont pu être identifiés avec certitude car ils ont révélé la présence de cendres et d'os carbonisés. De manière plus générale, partout où l'on trouve une construction quadrangulaire à surface plane et sans que rien ne soit placé par-dessus, il est possible de penser que nous sommes en présence d'un autel. Evans identifia quatre autels dans le palais de Knossos,. Deux autels ont été identifiés à Phaistos, un premier sur le côté nord de la cour ouest où l'on peut voir une base rectangulaire faite de pierres, un second à l'angle nord-ouest de la cour centrale du palais. Dans cet angle, deux blocs de pierre ont été superposés formant un cube de plus d'un mètre de haut.
On se servait probablement de ces autels, parfois surmontés de cornes et de banches sacrées, pour y sacrifier des victimes, y déposer des offrandes et y brûler les animaux immolés. De plus petits autels, légèrement concaves, étaient sans doute utilisés pour des offrandes liquides. Ils étaient surmontés des doubles cornes et de branches sacrées, et principalement utilisés pour les offrandes non sanglantes. Les tables à offrandes étaient des plaques de pierre, de dimensions réduites, avec une face supérieure plate ou creusée d'une cavité circulaire ou carrée. Cette cavité servait sans doute à recueillir les liquides versés des vases à libations. Il existe également des tables qui ont la forme d'une lampe sur haut pied et des « compotiers » en céramique pour l'offrande de fruits.

### Kernoi et rhyta
Dans les rites minoens, on trouve souvent un type particulier de récipient, le kernos, nommé d'après des vases analogues utilisés dans le culte de Déméter, aux temps classiques. On rencontre dans les tombes du minoen ancien, la variété dite de la « salière », c'est-à-dire de simples kernoi rectangulaires en pierre ou en argiles formés par la réunion de deux ou trois tasses ou petits vases sur une base commune. Un kernos était vraisemblablement utilisé pour les offrandes de panspermia : présentation de petites quantités de toutes les espèces de graines et de produits agricoles. Arthur Evans trouva les premiers exemplaires de kernoi datant du Minoen ancien II, mais les exemplaires les plus anciens remontent aux tout  premiers temps du Minoen ancien et furent découverts à Pyrgos. Parmi ces spécimens les plus anciens fut retrouvé un kernos avec une tige évasée vers le bas formant le pied de la poterie. Deux coupes sont reliées à la tige par leurs bords, la tige s'élevant un peu au-dessus des deux coupes. Un autre spécimen diffère du premier par sa forme : trois coupes, plus larges sont reliées au sommet du pied plus petit et moins évasé que le premier spécimen. Bien que de formes différentes, ces deux kernoi de type bucchero possèdent des décors géométriques incisés. Quarante-quatre coupes coniques, apparemment toutes décrochées de leurs supports initiaux ont été retrouvées à Palékastro et ont été identifiées comme appartenant à des kernoi du Minoen récent III. À la fin de la période mycénienne, ces objets prennent une forme différente. On a retrouvé dans une tombe, un anneau de 19 cm de diamètre, sur lequel étaient placés 6 récipients aux cols étroits. De plus, trois figurines grossières étaient placées entre les récipients.
Aujourd'hui encore, en Crète, le rite chrétien permet d'observer la présentation des aparchai, ou premiers fruits de la terre, qui sont portés à l'église pour y être bénis. On trouve encore dans certains monastères, un objet comparable au kernos, combinant des bougeoirs et des fioles pour recevoir du blé, de l'huile et du vin.

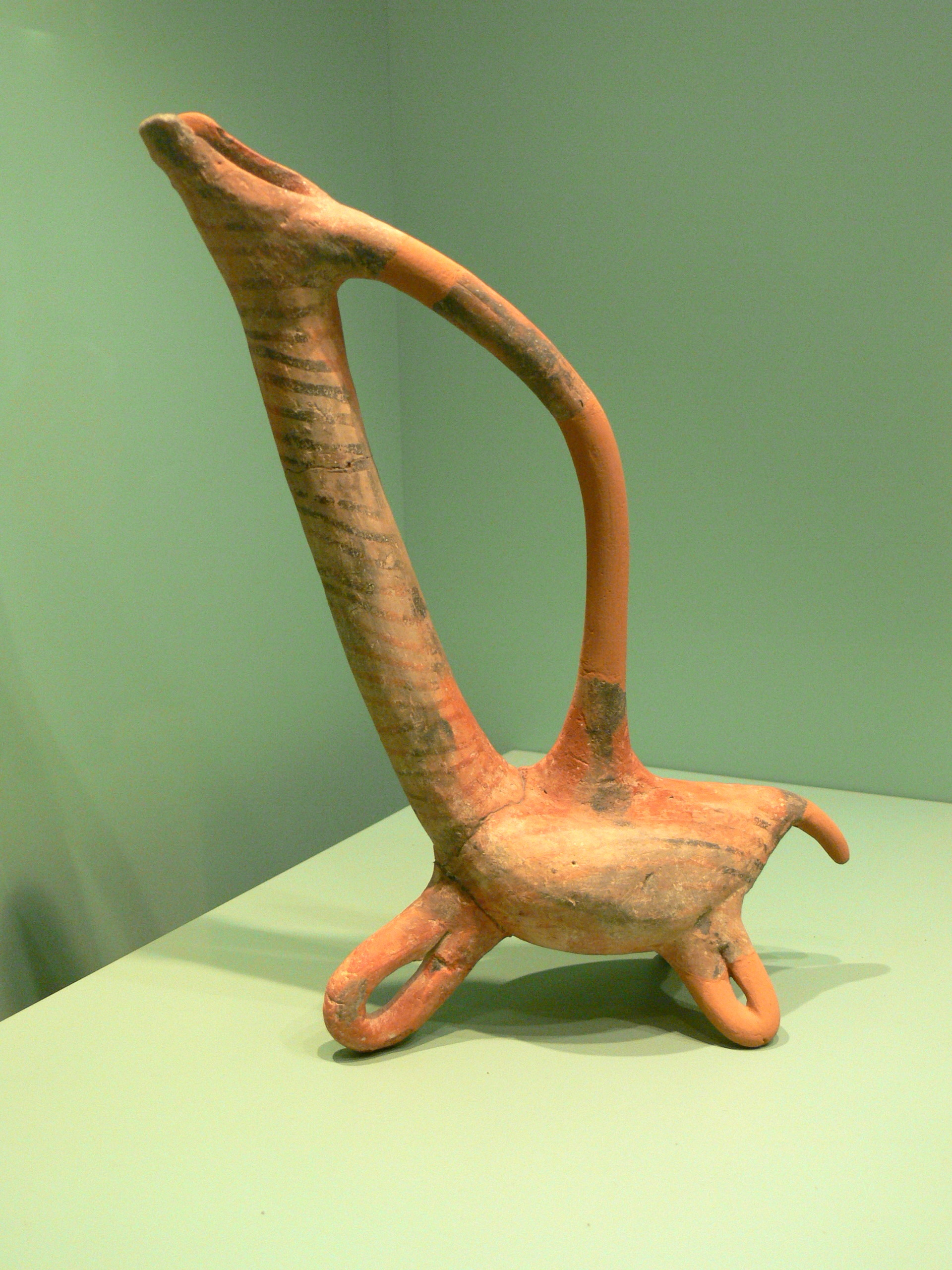
Rhyton en forme d'oiseau. Koumasa. Minoen ancien.

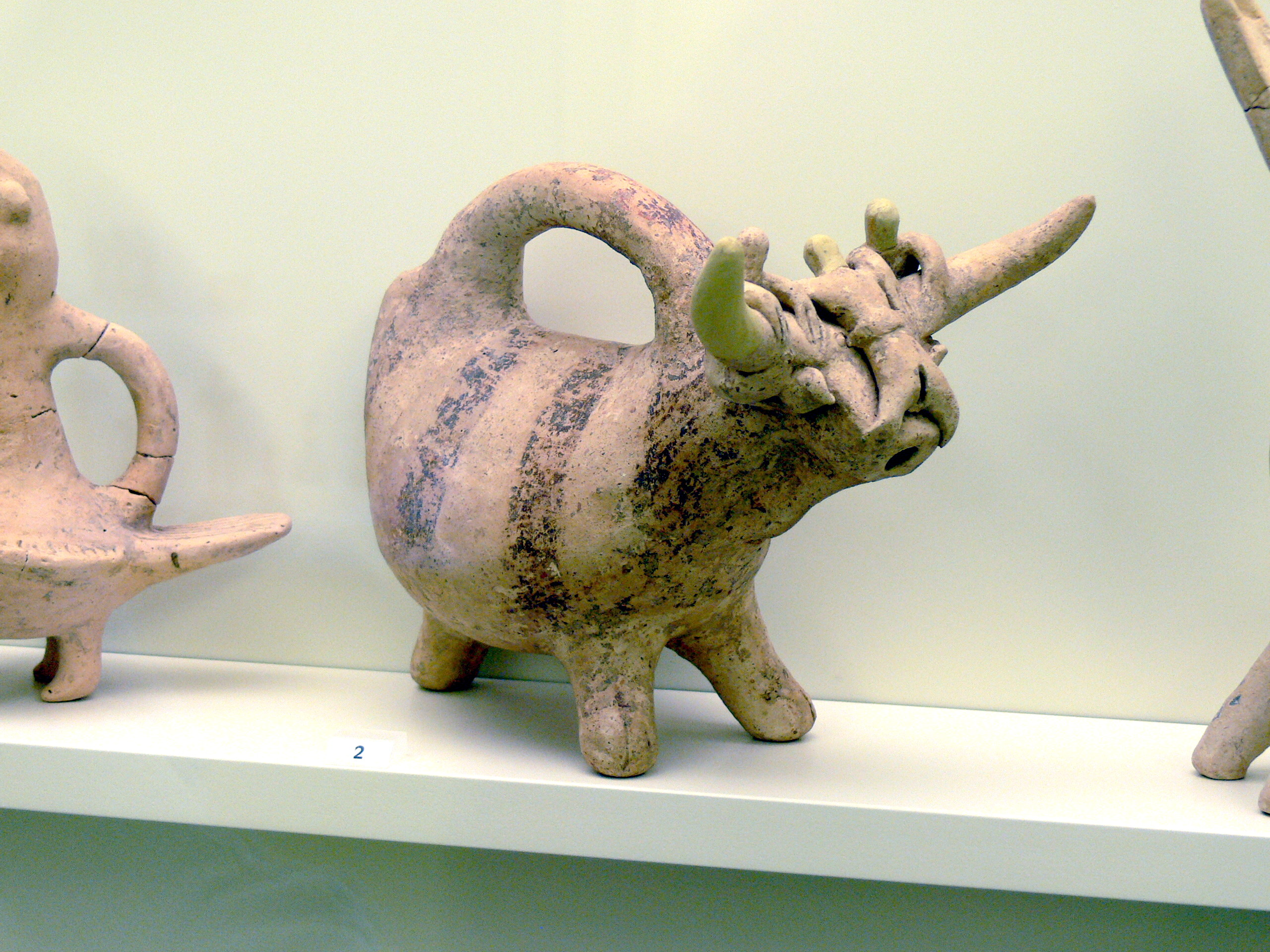
Rhyton. Plaine de la Mesara. Période prépalatiale.

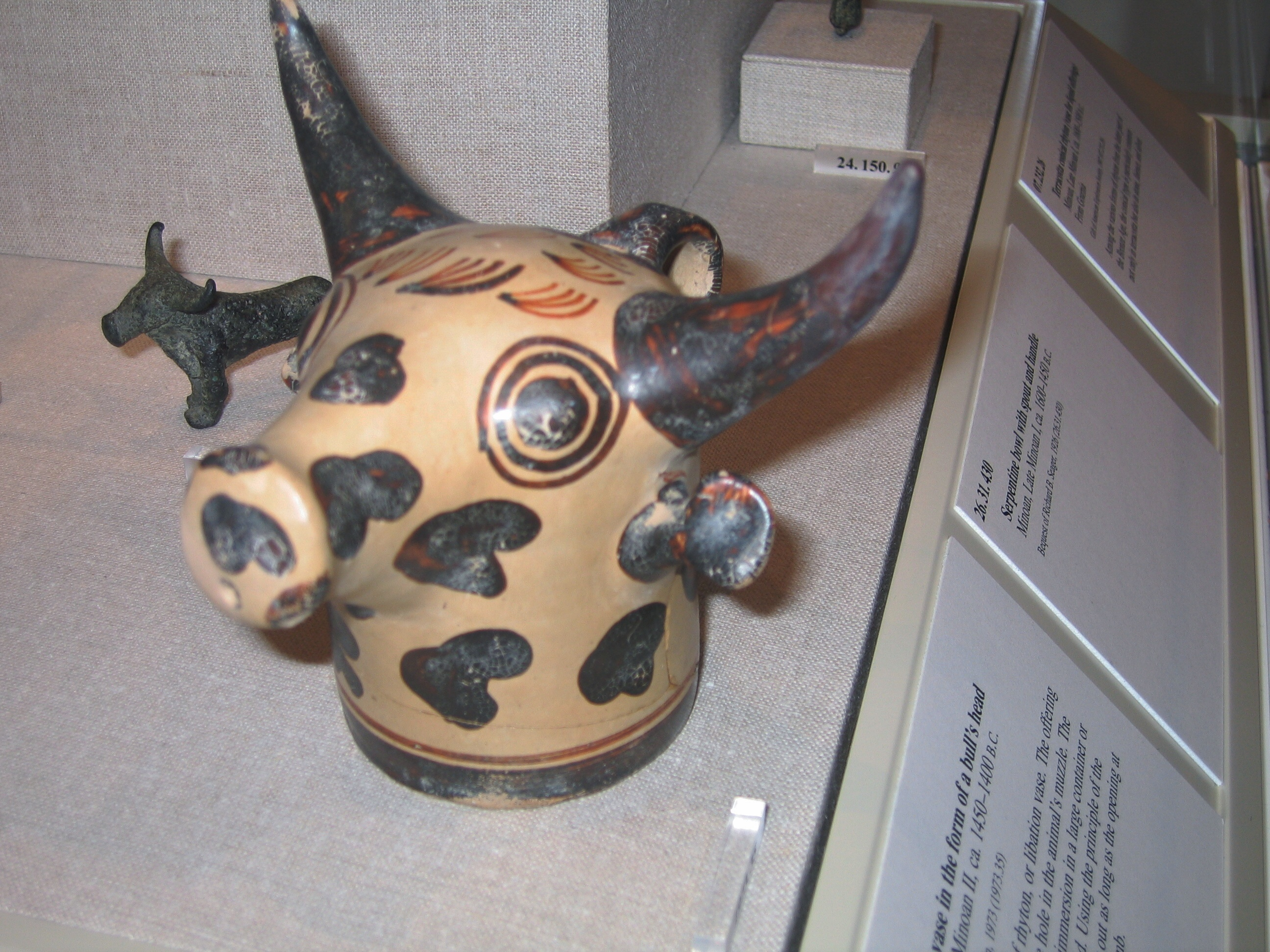
Rhyton en forme de tête de taureau. Période néopalatiale.

Les rhyta, mot dérivé du grec rheo (= couler) sont des vases pourvus non seulement d'une embouchure par laquelle on les remplissait, mais aussi d'une ouverture sur la base pour l'écoulement. La forme peu pratique, la richesse et la finesse de fabrication prouvent qu'ils étaient surtout des objets destinés au culte. Les rhyta peuvent être de forme humaine ou animale. Elles apparaissent au Minoen ancien III, au Minoen moyen I et de nouveau au Minoen récent. Parmi les plus anciens exemples retrouvés, on peut citer l'oiseau de Koumasa, les taureaux avec des hommes accrochés à leurs cornes, le vase-colombe de Knossos. Plus rares, des rhyta prépalatiaux retrouvés à Mochlos et Malia en forme de buste de femme avec des trous sur la poitrine étaient peut-être destinés aux offrandes de lait. Tandis que les rhyta en forme de taureau pourraient avoir servi pour la libation de sang du bœuf sacrifié. Des modèles plus simples, comme des exemplaires coniques et ovales en pierre ou en céramique, ont aussi été retrouvés. Les rhyta en forme de tête humaine apparaissent au Minoen moyen II et deviennent communs au Minoen récent.
Dans les tombes d'époque palatiale, des alabastres, ou vases en céramique ou en pierre, bas et très larges, qu'on remplissait par une ouverture circulaire étroite, ont été découverts à Knossos. Leur forme plate suggère que la libation devait rester en contact avec le sol.
 Dans les sanctuaires du minoen récent, ont été retrouvés des vases tubulaires, sans fond; vraisemblablement placés au-dessus d'un petit trou creusé dans la terre, servant à recevoir des libations.

## Pratiques du culte
L'offrande de nourriture et de boisson à la divinité constitue l'acte principal d'adoration. Dans des tablettes en linéaire B de Knossos sont mentionnées des offrandes de miel à la déesse des accouchements Ilithyia et à d'autres divinités, le miel étant peut-être destiné à apaiser les douleurs de l'accouchement. Sur un fragment d'un vase en pierre de Knossos, on voit un jeune arriver au sommet d'une montagne. Il place une corbeille de fruits devant le sanctuaire. En plus du miel et des fruits, une autre offrande devait être le vin.
Des sacrifices sanglants, pendant lesquels on immolait des animaux, avaient lieu. Sur le  sarcophage d'Aghia Triada, on peut voir un taureau étendu sur une table en bois. Il est déjà tué et du sang coule de sa gorge avant d'être recueilli dans un seau. Le sacrifice est accompagné d'une musique de flûte. Puis un manche est passé dans les poignées des seaux contenant le sang et une femme les emporte sur son épaule. Une prêtresse reçoit les vases et les vide dans une vaste cuve placée entre des doubles-haches. On suppose que les fidèles buvaient le sang des bêtes sacrifiées, recueilli dans les seaux.
Il pouvait y avoir confusion entre l'objet réel et sa représentation. À la place d'un vrai animal, le fidèle pouvait offrir une copie en argile ou en bronze. Ceci expliquerait la quantité de modèles réduits d'animaux retrouvés dans les sanctuaires de plein air minoens. Ce type d'offrandes aurait eu lieu principalement dans les sanctuaires de campagne. Le fidèle minoen adressait ses prières de diverses façons. Le porteur d'ex-voto, arrivé devant le sanctuaire de la divinité, ne s'incline ni ne s'agenouille. Il se tient droit, presse son poing contre son front, peut-être pour se protéger de l'éblouissement causé par l'apparition divine. Il existe d'autres gestes d'adoration : les bras sont levés ou tendus, croisés sur la poitrine, en extension ou repliés,.
La danse était sûrement une autre manifestation du culte. À Phaistos, une frise des temps protopalatiaux montre une déesse tenant des fleurs entre deux danseuses. Une scène similaire apparait à l'intérieur d'un bol, lui aussi de Phaistos. À Kamilari, un groupe de quatre personnages en argile, qui dansent en cercle en se tenant par les épaules, a été retrouvé. La présence de cornes en souligne le caractère sacré. Ces scènes de danse sont visibles aussi sur des bagues, des sceaux et empreintes de sceaux. Sur la bague en or d'Isopata, des femmes aux poitrines nues, peut-être des prêtresses, exécutent des pas de danse en honneur à la divinité qui apparait.

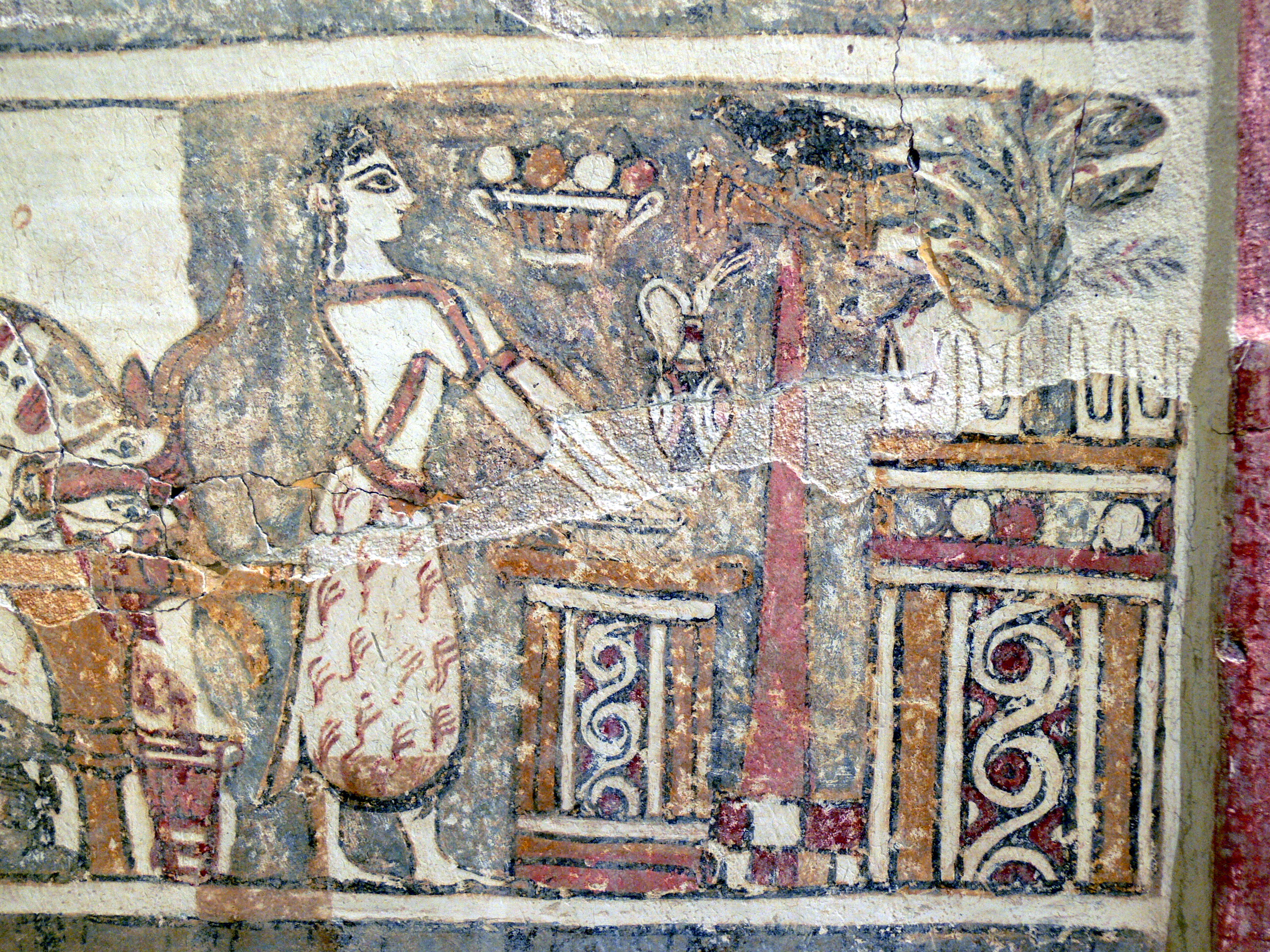
Sarcophage d'Aghia Triada : Taureau tué
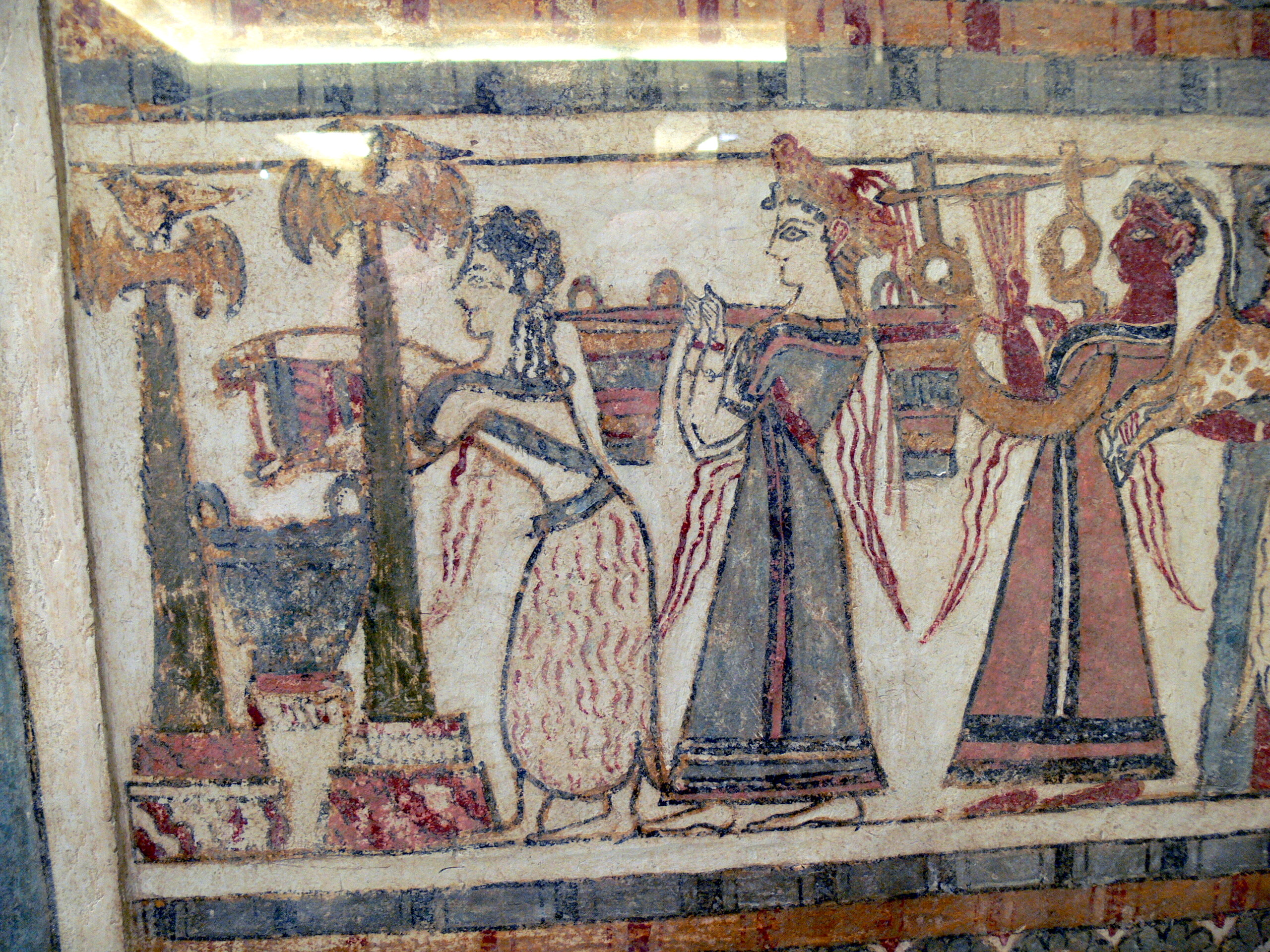
Sarcophage d'Aghia Triada : les prêtresses versent le contenu des vases à libations
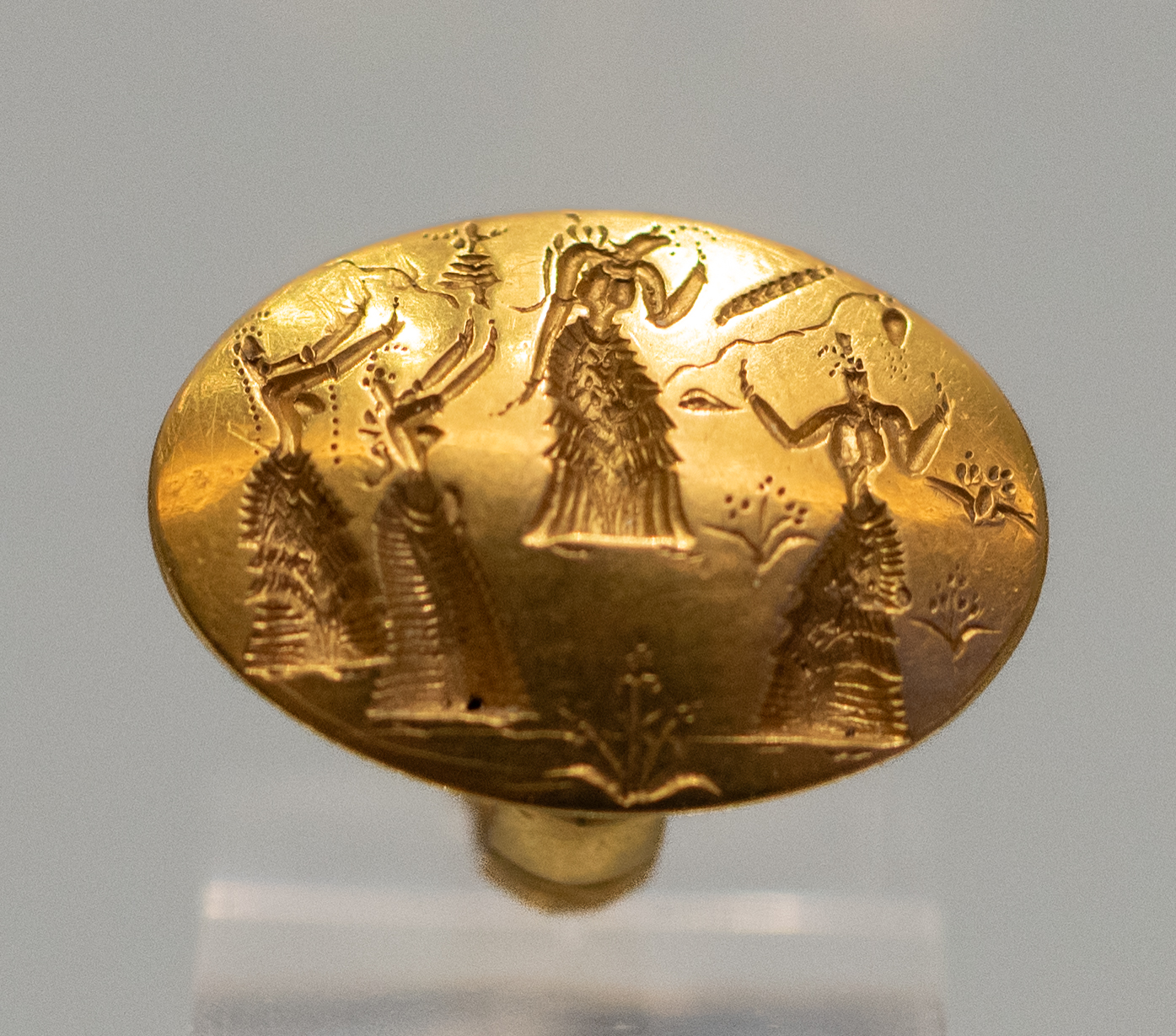
Bague d'Isopata. XVe siècle av. J.-C.

### Prêtres et prêtresses

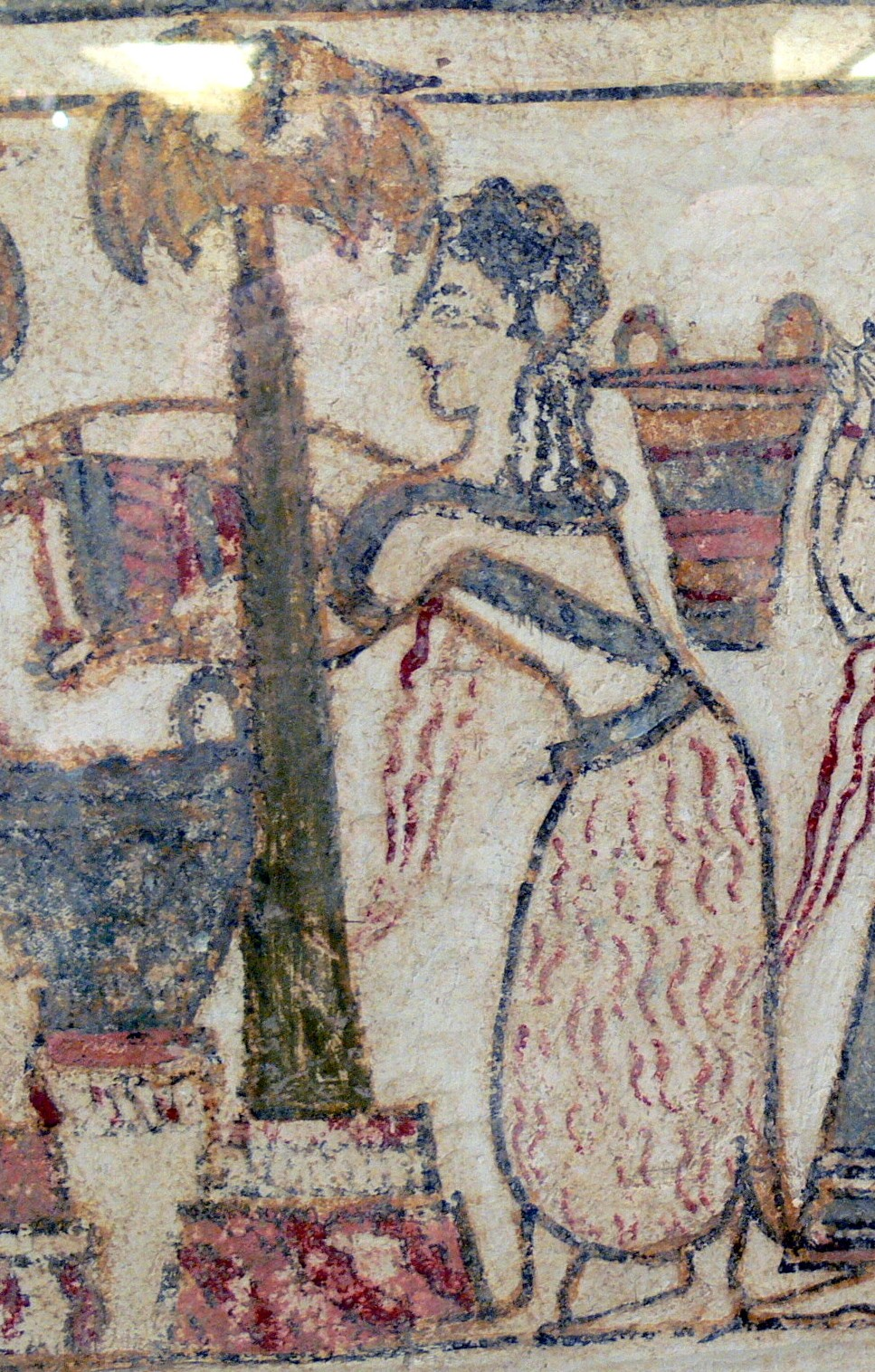
Sarcophage d'Aghia Triada. Détail d'une prêtresse.

Le prêtre et la prêtresse servent d'intermédiaires entre le fidèle et la divinité. Ils se distinguent par leurs vêtements. Dans les représentations de scènes de culte, on peut voir des types particuliers de costumes qui peuvent être considérés comme des vêtements de cuir. Sur le sarcophage d'Aghia Triada, les prêtres et les prêtresses sont drapés de peaux animales. Le prêtre officiant au sacrifice, la prêtresse devant l'autel versant des libations dans une jarre et les trois hommes apportant des offrandes sont habillés d'un vêtement commençant à la taille et maintenu par une ceinture. Celui-ci tombe droit, sans plis, et le bas du vêtement est arrondi, presque semi-circulaire, mais à l'arrière du vêtement on peut voir une sorte d'appendice, faisant comme une petite queue. La surface du vêtement est dotée de lignes ondulées rouges ou noires. Les hommes ont le haut du corps nu, alors que les femmes portent un corsage ouvert décoré de larges bandes. Le personnage à droite de la scène, considéré comme un dieu ou héros, un mort devant sa tombe porte le même style de vêtement, mais d'une coupe différente. Celui-ci lui recouvre aussi le haut du corps et les bras rendus invisibles, et une large bande brodée décore le devant de l'habit. Cette tenue est considérée comme faite à partir de peaux de bêtes. La peau peut être perçue comme un lien entre le prêtre et l'animal. Vêtement des premiers crétois, la peau animale aurait été conservée dans le culte à cause du conservatisme religieux.
Ce type de costume a pu être reconnu sur des sceaux retrouvés sur différents sites. Si on note parfois quelques différences dans le style, la forme incurvée du bas du vêtement, la « queue » pointue indiquent qu'il s'agit du même costume.

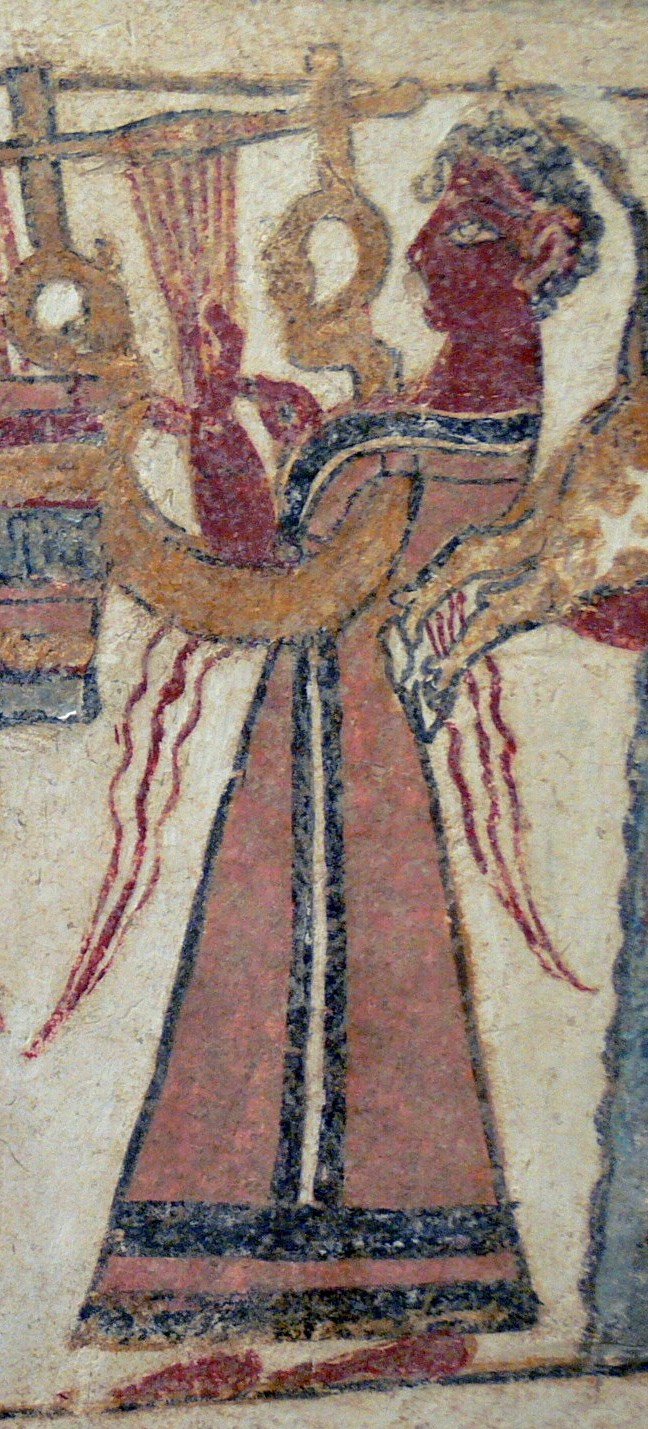
Sarcophage d'Aghia Triada (détail).

Un autre type de robe est visible sur le sarcophage d'Aghia Triada. Celui, porté par le joueur de lyre et la femme portant des vases à offrandes accrochés à une perche qu'elle porte sur ses épaules. Cette robe recouvre le corps entier et tombe droite, sans pliure. Cette robe, qui semble à la fois portée par les femmes et les hommes, porte une large bande sur les épaules et sur tout le côté du corps depuis le dessus des bras. La couleur de ces robes varie. Les prêtres et musiciens porteurs de longues robes féminines appartiendraient à une catégorie à part. Cette pratique a suggéré la présence d'eunuques dans les palais crétois. À une époque plus tardive, on trouve en Asie mineure une classe semblable de prêtres-eunuques servant Cybèle et Attis.

Un fragment de stuc de Knossos montre le visage et le haut du corps de deux personnages, chacun d'eux enveloppé dans ce qui semble être une étole blanche portant une large bande partant des épaules. Sur des sceaux on peut voir des tenues similaires, mais avec des bandes horizontales ou obliques.
L'origine orientale de ces robes ne semble guère faire de doute. Arthur Evans leur donne une origine syro-anatolienne, tandis que Pierre Demargne penche pour la Syrie.

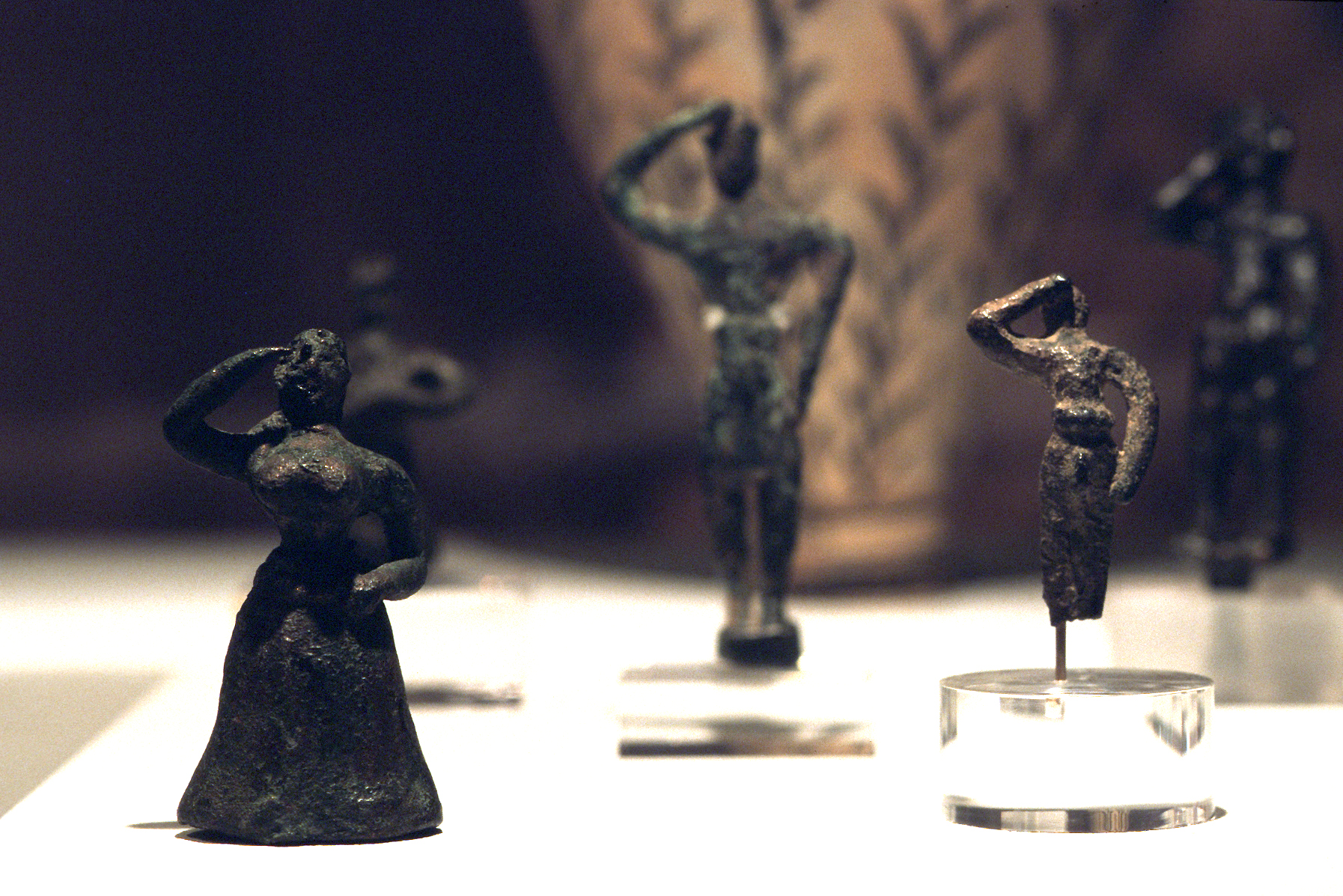
Au premier rang, une prêtresse portant le poing à son front. Période néopalatiale (Aghia Triada).

Parmi les autres prérogatives des prêtres figuraient le chant et la prière. Pendant les cérémonies de plein air, les prêtres utilisaient apparemment un coquillage marin, le triton, pour amplifier leur voix. Sur un sceau du Mont Dictè, on voit une prêtresse devant un autel surmonté de cornes et décoré de branches, porter un coquillage de triton à sa bouche.
L'exorcisme fait aussi partie des fonctions du prêtre. La réputation d'exorcisme des prêtres crétois contre les maladies et autres maux était parvenue jusqu'en Égypte. Sur un papyrus égyptien du XIVe siècle a été préservé un exorcisme thérapeutique minoen.

## Culte des morts
La croyance en une vie posthume par les Minoens apparait dès les temps néolithiques et prépalatiaux. Les morts étaient ensevelis dans des cavités, des cavernes et des tombes à tholos et on déposait à côté d'eux non seulement des récipients contenant de la nourriture, mais aussi des outils d'usage quotidien : lames à raser en obsidienne, haches en pierre, meules, marteaux, et plus tard armes en bronze, sceaux et bijoux. Dès le début de la période prépalatiale, on y ajoutait des objets rituels : kernoi en argile, vases zoomorphes, et statuettes de la déesse. La présence des statuettes peut être expliquée par la croyance que le mort, dans sa nouvelle demeure, devait disposer non seulement de son équipement de la vie quotidienne, mais aussi des idoles qu'il avait adorées. On peut détecter sur des tombes du minoen ancien des traces de feux extrêmement vifs, ce qui amène à penser que ces feux faisaient partie des rites funéraires. Ils servaient plutôt à brûler les restes d'enterrements précédents, il semblerait donc qu'on attachait moins d'importance aux morts après la décomposition des corps.

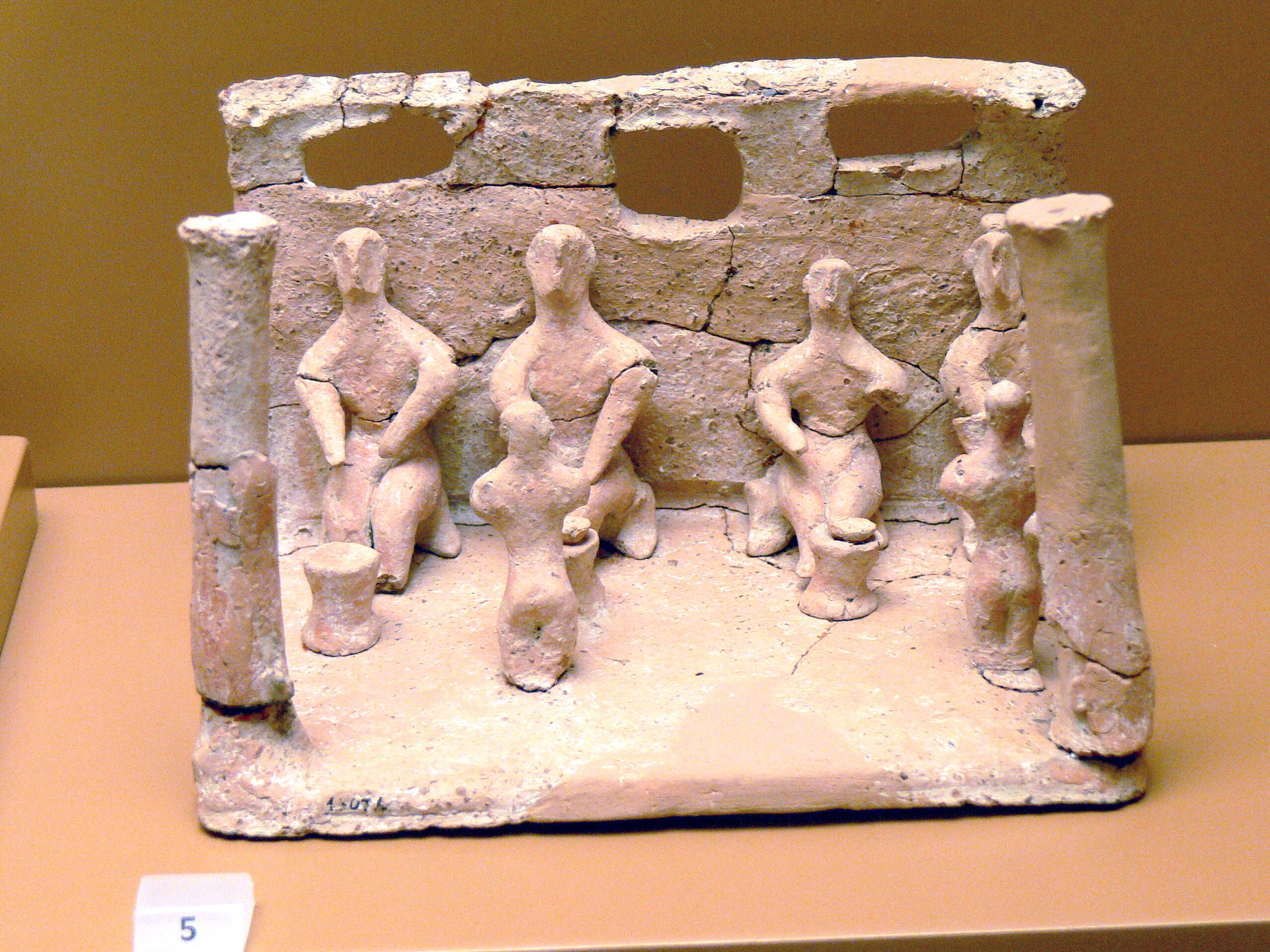
Scène d'offrandes. Phaistos (époque néopalatiale).

Les preuves nettes d'un culte des morts apparaissent à la fin de la période néopalatiale. Des offrandes sont déposées dans des endroits spéciaux hors des tombes. Ces offrandes ne sont sûrement pas placées uniquement le jour de l'enterrement, d'autres offrandes avaient probablement lieu à des jours spécifiques. D'autres offrandes aussi typiques que les kernoi, sont les vases à libations renversées. Ces offrandes impliquent que les morts continuaient à avoir besoin des vivants. Ainsi de petites cabanes en pierre étaient construites à côté des tombes et contenaient des vases de pierre ou d'argile datant de bien après les tombes elles-mêmes. Un objet en argile trouvé à Kamilári près de Phaistos prouve que dès le début de l'époque néopalatiale, il était d'usage de rendre aux morts des honneurs divins. Il s'agit d'un bâtiment miniature rectangulaire représentant une maison ou un sanctuaire, la façade étant encadrée de deux piliers et le tout contenant un groupe de quatre personnages. Ils sont assis sur des tabourets séparés, devant des tables à offrandes, tandis que des adorants porteurs de tasses pénètrent dans le sanctuaire. Deux de ces tasses sont déjà déposées sur les tables. Les morts en question ont probablement été transformés en héros ou en Dieux.
On retrouve dans les tombes néopalatiales tables à offrandes, autels, alabastres et les divers objets de culte déjà étudiés. Dans les tombes, des encensoirs avaient un rôle pratique en plus de leur rôle rituel : les fumées des encens et les résines aromatiques brûlées servaient à masquer les odeurs des ensevelissements précédents. Selon Evans, les récipients contenant du charbon, tels que les encensoirs, servaient à « réchauffer les morts ». Quelques-unes des tombes creusées dans le rocher ont le plafond peint en bleu, sans doute une représentation du dôme céleste. La même couleur apparait sur des paris du sol et sur du matériel funéraire. Les sarcophages en bois étaient parfois peints en bleu. Mais dans les tombes de cette période, on rencontre peu de statuettes, contrairement à celles de la Grèce continentale.
Certains sujets religieux apparaissant sur les sarcophages confirment le lien entre le monde des dieux et celui des morts. Doubles-haches, cornes sacrées et griffons sur un sarcophage de Palékastro, têtes de taureaux sur une Larnax d'Episkopé, près d'Ierapetra, personnage sacerdotal en robe longue à bandes diagonales à Vatheianos Kampos. Sur une larnax de Milatos, un personnage aux cheveux flottant au vent est en train de descendre du ciel, pour boire dans une grande amphore, la scène doit donc faire allusion à une libation. Mais nous ne savons pas si le personnage représenté est l'esprit du mort ou la représentation d'une divinité.

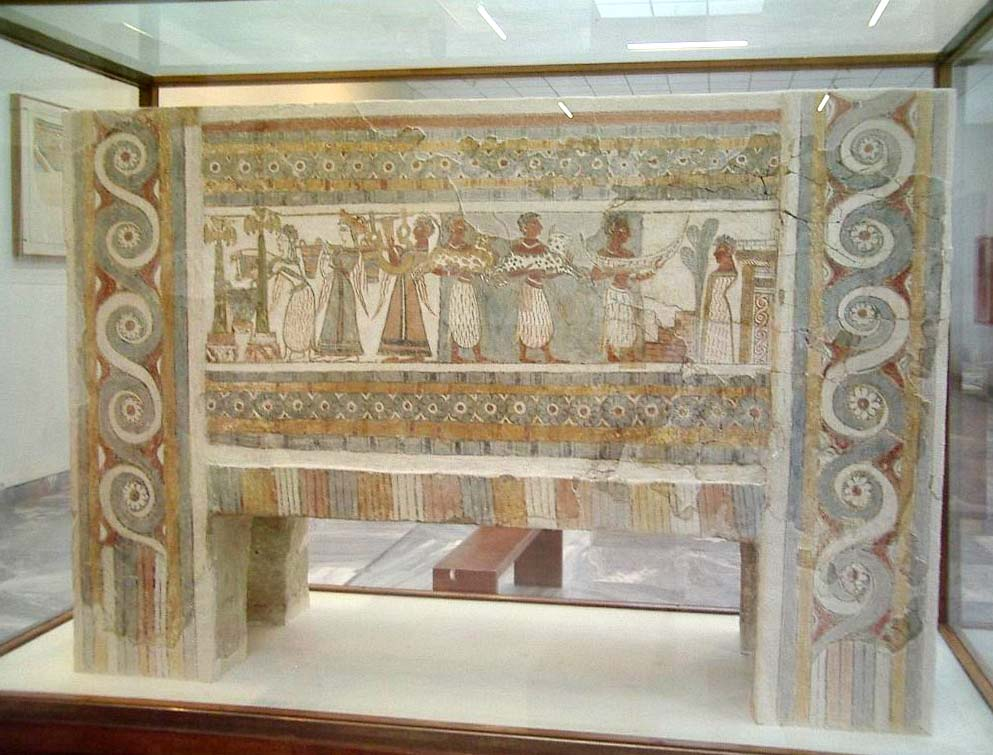
Sarcophage d'Aghia Triada.

Le degré des honneurs rendus semble correspondre à la valeur et au rang occupé par le mort pendant sa vie. Les personnes royales, considérées comme divines de leur vivant, recevaient des honneurs divins pendant leur mort. C'est ce qu'illustre le sarcophage d'Aghia Triada. On peut voir sur ce sarcophage deux types de rites, l'un adressé à la divinité, l'autre au mort. De toute évidence, il y a une relation étroite entre les deux. La cérémonie au mort consiste en une procession. Les hommes qui y participent portent des peaux en dessous de la ceinture, et apportent des animaux, peut-être des veaux, à un personnage qui se tient derrière un autel à degrés et une branche sacrée. Derrière ce personnage on peut voir ce qui s'apparente à un sanctuaire. Le personnage vers lequel se dirige la procession est vêtu entièrement de peaux de bêtes et il se tient à un niveau plus bas que les autres, donnant l'impression qu'il est en train de remonter de l'intérieur de la terre. Il pourrait donc s'agir d'une représentation du Jeune dieu de la végétation auquel on aurait identifié le mort contenu dans le larnax. Une autre interprétation est que le mort est posé debout pour la cérémonie funèbre. De plus, dans ce cas la présence d'oiseaux ne symbolise pas la présence de la divinité comme c'est le cas habituellement, mais la présence de l'âme du mort.

### Élysée et île des bienheureux
L'un des membres de la procession du sarcophage d'Aghia Triada apporte un modèle réduit de navire, qui peut être considéré comme un signe d'influence égyptienne. En Égypte, de vrais bateaux étaient déposés dans les tombes des rois et des modèles réduits dans celles des mortels ordinaires, puisqu'on croyait que les morts en avaient besoin pour leur voyage vers l'au-delà. Il semble que les Minoens aient partagé ces croyances, et qu'ils soient à l'origine des Champs Élysées, où se trouve Rhadamanthe, frère de Minos, et ancien roi de Crète. Peuple marin, les Minoens avaient tout naturellement tendance à situer leur paradis au-delà des mers, aux extrémités de la Terre.
On ignore jusqu'à quel point ils considéraient possible la survivance des morts, après que l'âme ait quitté le corps, dans la tombe. Le papillon est considéré comme le symbole de l'âme des morts. Son apparition sur des disques en or de Mycènes, pourrait indiquer qu'au moins à l'époque créto-mycénienne, les Egéens croyaient à la psychostasie, pesée des âmes, que l'on retrouve en Égypte. On a trouvé des disques de pesée en bronze dans des tombes crétoises du minoen récent. Les papillons apparaissent sur une double hache en bronze de Phaistos, et aussi sur le relief peint du prêtre-roi de Knossos,. Des papillons et des chrysalides apparaissent comme symboles de résurrection sur la bague de Nestor en or. Cette bague représente selon Evans, des scènes de la vie future : un couple est initié aux mystères de l'autre monde et apparaît devant la Grande déesse et un griffon assis sur un trône. Cette initiation est suivie par la résurrection et le couple retourne à la vie,. Nous ignorons si les Minoens croyaient en la punition du péché par une vie future de tourments (l'équivalent de l'Enfer).
La crémation des morts fut introduite en Crète vers la fin de la période postpalatiale ou mycénienne. Conception nouvelle et plus simple du phénomène de la mort, elle est probablement due à l'influence d'éléments nordiques apparentés aux civilisations des champs d'urnes d'Europe centrale.

## Jeux et festivités

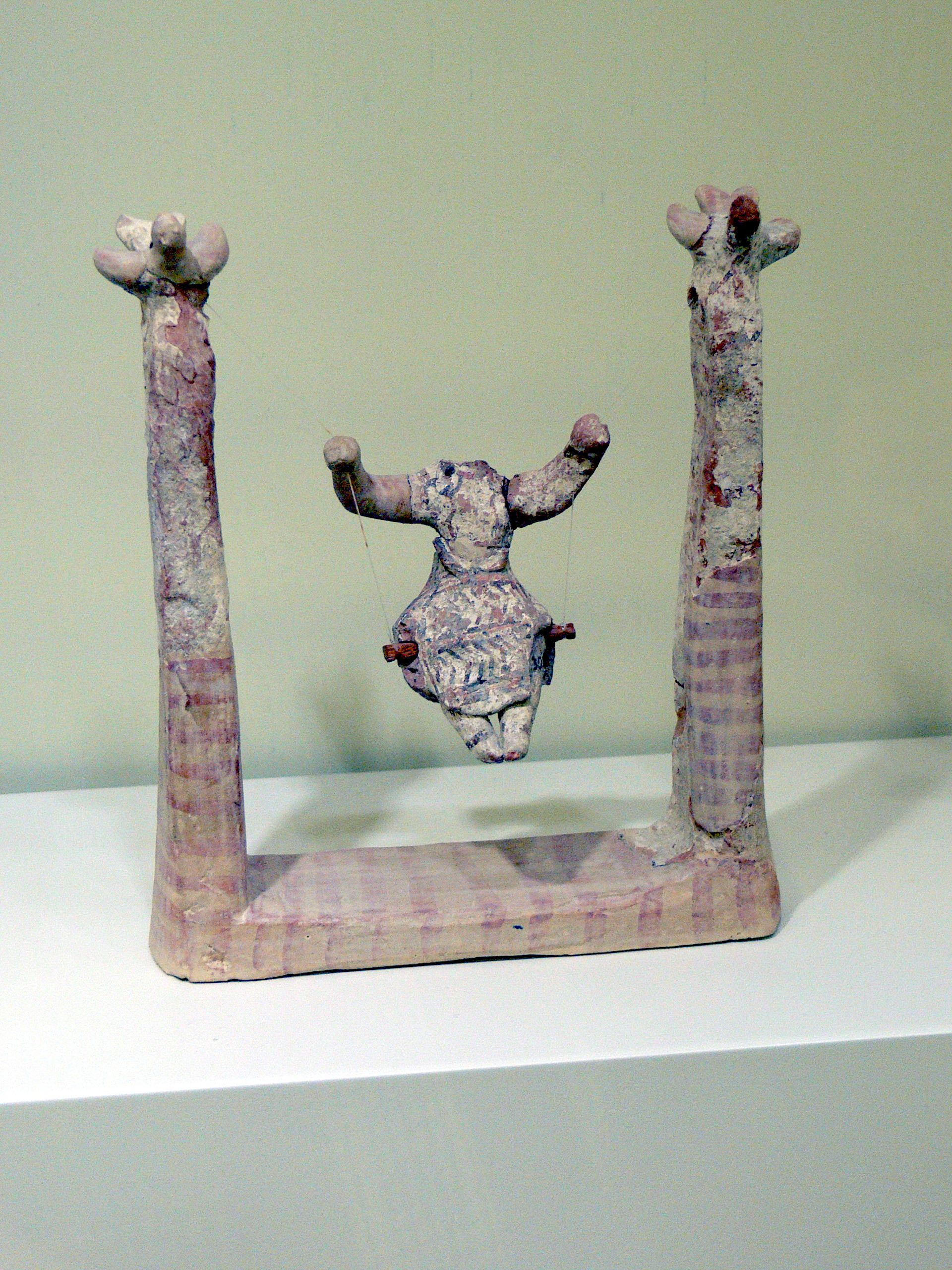
Femme assise sur une balançoire. Période néopalatiale. (Aghia Triada).

Une autre pratique cultuelle était de se balancer sur des balançoires ou des cordes tendues entre des arbres ou des poteaux. On rencontre cette habitude dans d'autres contextes religieux : ainsi, on trouve le balancement rituel aux Indes et dans certaines régions rurales de Grèce moderne. Un modèle réduit en argile d'Aghia Triada montre une femme assise sur une balançoire accrochée entre deux piliers sur lesquels sont perchées des colombes.
On ne connait pas avec certitude à quels jours de l'année se tenaient les fêtes minoennes. Si l'on compare avec ce que l'on sait de la religion égyptienne et d'autres, on peut supposer que les Minoens devaient célébrer le début de l'année, l'anniversaire de grands évènements mythiques, comme la naissance, la mort et la résurrection d'un dieu.

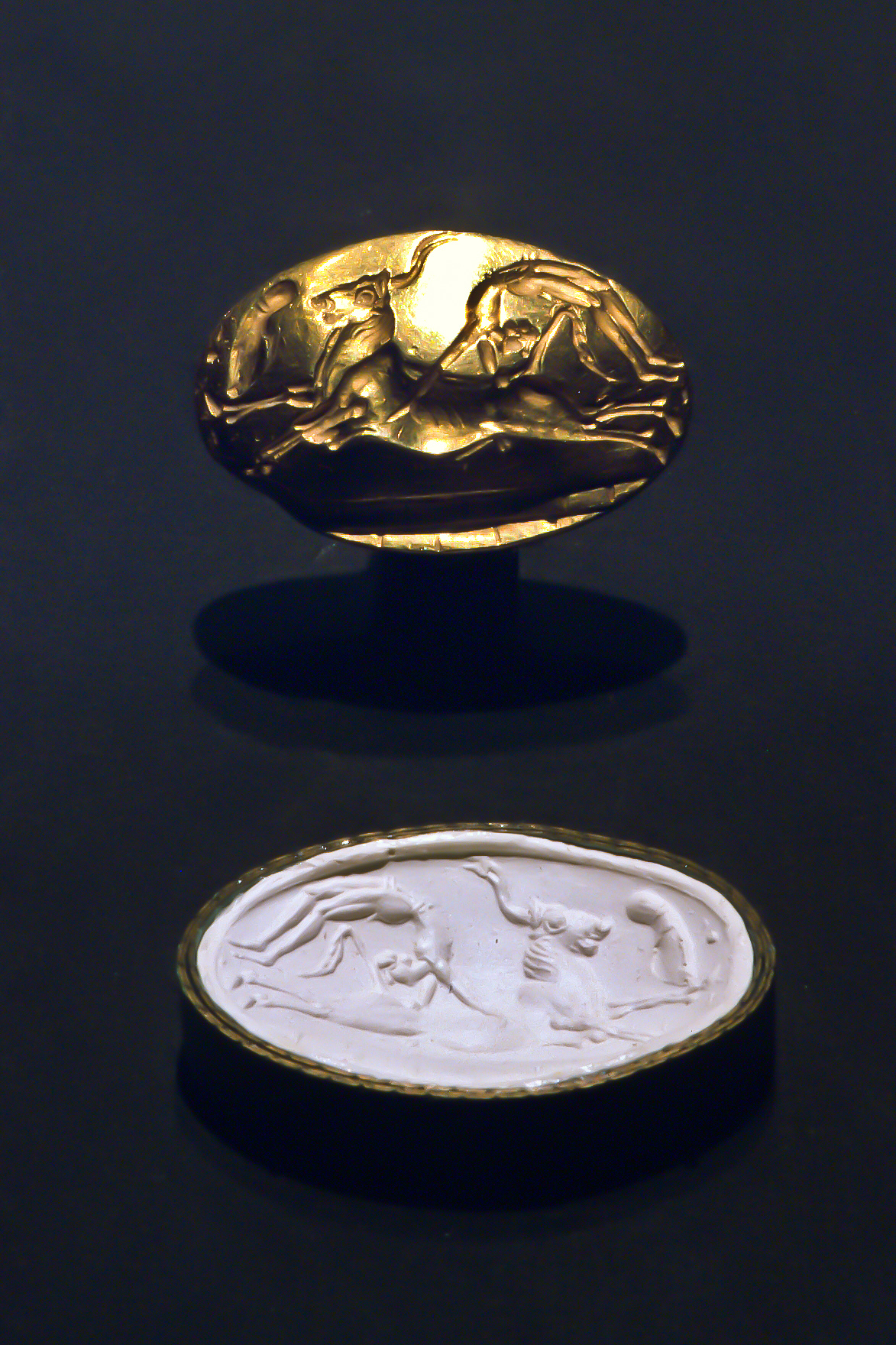
Sceau minoen représentant des taurokathapsies. Période néopalatiale.

Les jeux taurins, ou tauromachies, avaient sans doute un caractère sacré. Selon Persson, ces jeux faisaient partie de la fête du printemps. Dans les tauromachies minoennes, l'animal n'était pas abattu (bien qu'il fût peut-être abattu dans une cérémonie religieuse par la suite). On pratiquait plutôt la taurokathapsie : des jeunes gens saisissaient l'animal par les cornes et effectuaient toutes sortes de sauts périlleux au-dessus du dos de l'animal. L'origine de ce sport tauromachique remonterait à la capture du taureau dans les montagnes de Crète, mais alors que les scènes illustrant la véritable prise d'un taureau montrent des hommes portant des lances ou des filets, les sauteurs tauromachiques n'étaient pas armés. Des tauromachies semblables se déroulèrent pendant la période classique en Thessalie, à Smyrne, Sinope et en Carie. Il semble qu'il y ait eu des participants venus de Grèce continentale, ce qui donna peut-être naissance à la légende selon laquelle sept jeunes hommes et sept jeunes femmes étaient expédiés d'Attique pour être livrés au minotaure.
Les fêtes comportaient d'autres sports. Des scènes de pugilat sont représentées sur une fresque de Tylissos, sans pour autant que l'on sache si ces combats avaient une signification religieuse, mais des matchs analogues commémorant la victoire d'Osiris sur ses adversaires avaient lieu en Égypte.

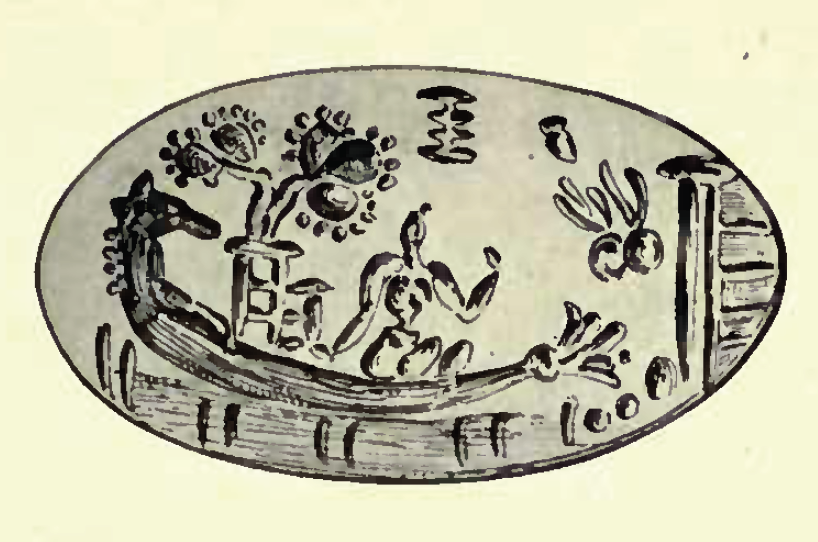
Bague de Mochlos.

Les processions étaient un autre aspect des fêtes. Sur un rhyton provenant d'Aghia Triada on peut voir un cortège lié à un rite agricole. Les processionnaires portent des outils agricoles. Le caractère religieux est indiqué par la présence de chanteurs et d'un prêtre joueur de sistre. Dans d'autres processions, prêtres, prêtresses et adorateurs marchent silencieusement en portant des vases à libations.
Enfin, il n'y a rien d'étonnant qu'un peuple maritime comme les Minoens ait eu des rites en rapport avec l'eau. Les fêtes marines avaient sans doute lieu dans des sanctuaires près de la mer. Une bague en or retrouvée à Mochlos nous montre une déesse en voyage sur un bateau qui contient aussi un petit autel et un arbre. Cet arbre pourrait être un arbre sacré déraciné ou la suggestion symbolique de la déesse de la végétation.

## Continuité de la religion minoenne

### Survivance du culte
Il est probable que la religion minoenne survécut à l'invasion des Grecs et fusionna avec la religion grecque. Des traces de culte minoen datant de la période mino-mycénienne à la période grecque, ont pu être retrouvées.
Cette continuité peut s'exprimer à travers les nombreuses idoles retrouvées, qui conservent pendant plusieurs siècles leur aspect minoen. À Gazi, des idoles de la période sub-minoenne ont été découvertes. Elle se tenaient probablement sur une planche dans une petite pièce carrée, dans laquelle on a aussi trouvé une table à offrandes et des vases. Le sanctuaire de Karphi, plus tardif, car datant de la période sub-minoenne à proto-géométrique, a révélé des objets de culte et des idoles minoennes, bien que leurs pieds aient été modelés séparément. À Prinias également, des idoles ont été découvertes, en forme de cloche, et représentées avec des serpents, comme les idoles retrouvées à Gournia. Dès 1906, les archéologues italiens ont estimé que les idoles de Prinias dataient de la période archaïque, et étaient complètement étrangères à la période minoenne par leur datation.
Un objet important du culte minoen a perduré à travers les siècles suivants : le kernos. Le terme kernos désigne selon les auteurs grecs, un ensemble de petites coupes d'argile attachées à un vase central, et dans lesquelles différentes sortes de fruits étaient placés. Cet objet était transporté à la manière du liknon, et les auteurs grecs nous informent que la personne chargée de le transporter goûtait également les fruits. Le kernos aurait servi dans des mystères, sans que l'on sache vraiment lesquels,, même si ceux d'Éleusis semblent fort probables. Ainsi des kernoi consacrés aux déesses éleusiniennes ont été découverts sur les pentes ouest de l'Acropole à Athènes et près du Métrôon.
La complexité de la forme des kernoi permet de laisser penser qu'il existe une réelle connexion entre les exemplaires minoens et grecs. Les chercheurs s'accordent sur le fait qu'une forme si particulière  aurait eu, en effet, peu de chances d'apparaitre deux fois dans le même pays sans qu'aucune connexion ait lieu.
Le plan des sanctuaires domestiques minoens a également survécu pendant toute la période archaïque. À Dreros, près d'Olous on trouve un temple témoignant de la fusion des religions minoenne et grecque. C'est une petite pièce rectangulaire, de 11 m. sur 7,20 m. dans laquelle on entre par le côté nord. On y trouve un pilier d'un demi-mètre de haut environ, qui supportait sans doute une table à offrande. On y a découvert également des idoles de type minoen. La survivance des traditions minoennes y est évidente, mais les dieux honorés en cet endroit sont grecs et identifiés comme Apollon, Artémis et Léto.
Ailleurs qu'en Crète, des lieux de culte font penser aux lieux de culte minoens. Ainsi, au sud de Rhodes, dans un lieu habité au VIe siècle av. J.-C., des archéologues danois ont mis au jour en 1908 un sanctuaire d'une grande ressemblance avec le sanctuaire aux double-haches de Knossos.

### Continuité des lieux de culte
Les grottes et cavernes de Crète, à la fin de la période minoenne, ne servaient plus à rien d'autre qu'au culte. Certaines grottes, comme celle de Kamares ou de Maurospilion sur le Mont Ida se retrouvent abandonnées à la fin de la période minoenne. Au contraire, d'autres, comme la grotte de Zeus, elle aussi sur les flancs du Mont Ida, commencent à être fréquentées à la même période. La grotte de Psychro, celle où Zeus est supposé être né, est la plus riche de toutes les cavernes de Crète, fréquentée à partir de la période d'apogée des Minoens jusqu'à la période géométrique'; celle d'Arkalochori ne sert plus non plus au culte à partir de la fin de la période minoenne.
Ces grottes sont des exemples de lieux de culte abandonnés après la période minoenne, tandis que dans d'autres, le culte a perduré. Dans la grotte de Patsos, sur les pentes occidentales du massif de l'Ida, des poteries minoennes ont pu être découvertes, ainsi qu'une inscription mentionnant Hermès Kranaios. La grotte d'Ilithyie semble continuer à être utilisée après la période minoenne. Ainsi, Homère la mentionne dans l'Odyssée; et il semble même que son utilisation soit attestée jusqu'à la période romaine, si l'on en croit les fragments de poteries romaines et même les lampes chrétiennes retrouvées.

## Legs à la religion de la Grèce classique
Plusieurs des emblèmes de la déesse mère furent associés plus tard aux déesses de la Grèce classique. Athéna hérita des serpents et des qualités martiales, Ilithyie des accouchements, Artémis des bêtes sauvages, Aphrodite des colombes, et Déméter des pavots. On retrouve les lions dans le culte de Cybèle, en Asie mineure, et dans l'ensemble on peut dire qu'il existe une grande affinité entre la déesse minoenne et les puissantes divinités féminines d'Asie mineure. La phrygienne Cybèle, la mère d'Idè, Ma la mère d'Attis, et l'Artémis d'Éphèse sont bien connues aux époques grecque et romaine mais on trouve des cultes semblables en des temps beaucoup plus reculés. Une puissante déesse solaire et guerrière, ayant comme emblèmes le lion, la panthère et la colombe, était adorée dans la ville d'Arinna pendant la première période hittite.
Les dieux de l'Olympe (Zeus, Poséidon, Apollon...) semblent étrangers au petit panthéon de la religion minoenne, dominé par les divinités féminines. Pourtant ces dieux indo-européens furent dans certains cas assimilés à des dieux plus anciens : ainsi en Crète, Zeus fut identifié au Jeune dieu et appelé Kouros (jeune garçon) et Zeus Velchanos. On croyait qu'il naissait et mourait tous les ans. D'autres enfants divins, survivants de la religion préhellénique, étaient Linos, Ploutos ou Érichtonios et Dionysos. Dans les tablettes en linéaire B de Knossos et Pylos, le panthéon des temps classiques apparait à un stade assez avancé. Les noms d'Héra, Athéna, Zeus et Poséidon y figurent. L'explication tient du fait que les Achéens avaient déjà une religion polythéiste, née de la fusion de leurs propres dieux avec ceux des préhellènes. Selon Diodore de Sicile, la Crète a exporté ses dieux dans toutes les parties du monde,.

### Zeus

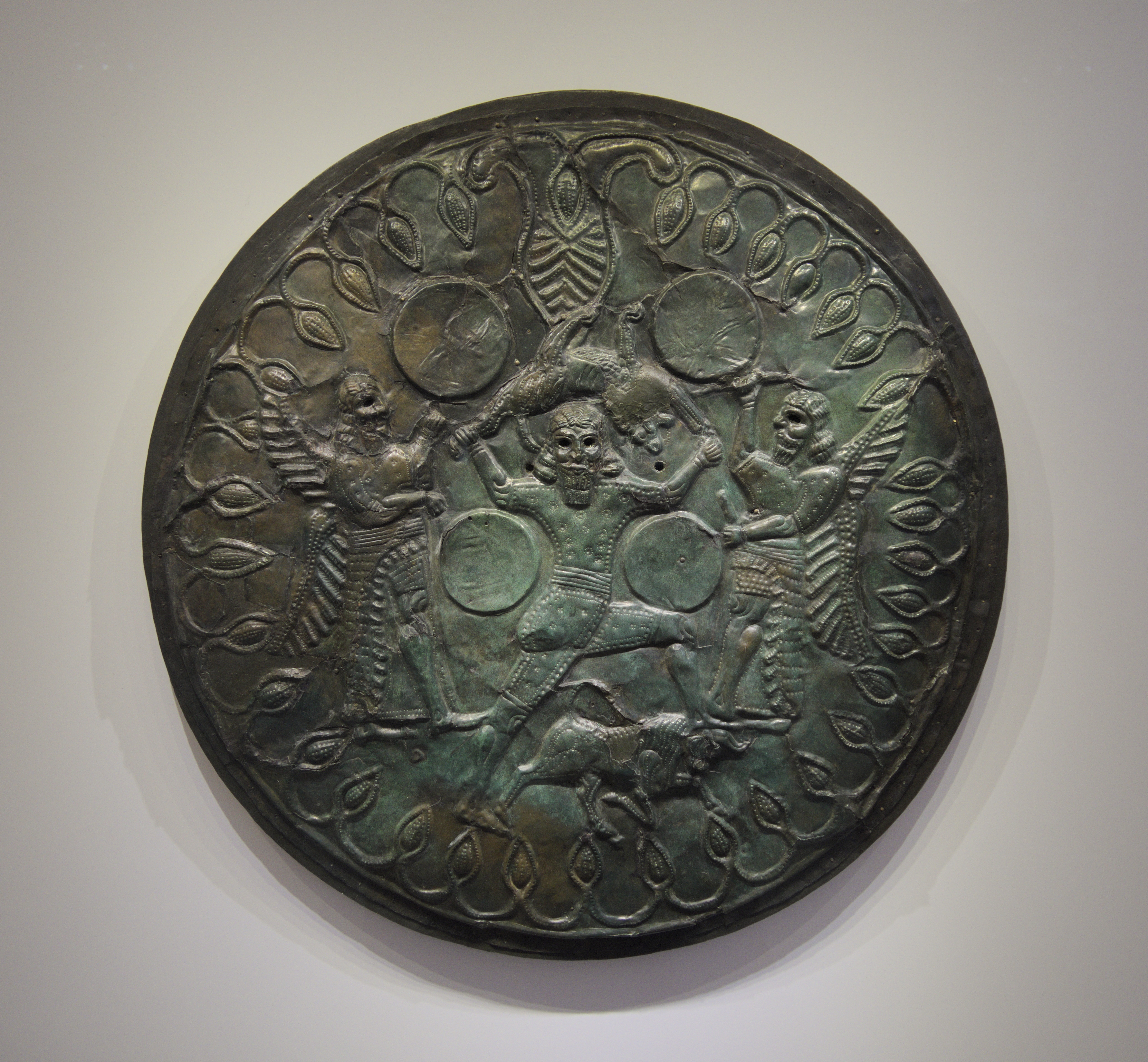
Bouclier de bronze de la période géométrique. Zeus (au centre) est entouré des Courètes jouant du tambour.

Hésiode raconte la naissance de Zeus dans sa Théogonie. Il raconte comment Rhéa, pour sauver son fils, est conduite à Lyttos, en Crète, où elle enfante Zeus qui est remis à Gaïa qui le cache dans une grotte. Et l'ensemble des récits affectés à l'enfance de Zeus en Crète serait révélateur de croyances et de pratiques fort anciennes établissant que les Minoens auraient été attachés au culte d'un dieu viril infiniment plus vieux que le Zeus hésiodique. L'exploration de la grotte du Diktè par Hogarth à la fin du XIXe siècle prouva que les traditions à propos de la naissance de Zeus pouvaient être rattachées à ce lieu. La mise au jour de la partie supérieure de la grotte, obstruée par des rochers, révéla un autel sacrificiel et de nombreuses double-haches, dont la présence semble directement reliée au dieu lui-même.

### Britomartis
Le culte de Britomartis serait d'origine minoenne. Son nom signifierait « douce vierge » en minoen et son culte persista bien après la période minoenne dans de nombreuses cités crétoises, comme à Dreros, où elle était célébrée sous le nom de Britomarpis, qui semble être la variante crétoise de son nom. De plus, dans la mythologie, elle est associée à Minos, à qui elle aurait échappé, refusant d'être mariée à lui, pour se cacher dans une caverne à Égine, où elle fut célébrée sous le nom d'Artémis au temple d'Aphaïa.

### Diktynna
Diktynna est sûrement une autre descendante possible de la Grande-déesse minoenne. Diktynna, comme Artémis, était une déesse de la campagne, des montagnes et de la chasse. Son culte ne se limitait pas à la Crète et fut célébré entre autres à Athènes et Sparte et ce, encore à des périodes bien postérieures à l'époque minoenne. Ainsi, des pièces crétoises de l'époque de Trajan ont été découvertes la représentant assise sur des rochers entre deux curètes nourrissant l'enfant Zeus. Son culte fut célébré particulièrement sur le Diktynnaion, entre Kydonia et Phalasarna, où un temple fut élevé, et dont les revenus servaient lors de l'occupation romaine aux travaux publics dans toute la Crète.

### Déméter
Selon Homère, Déméter arrive en Grèce en provenance de Crète. Déméter est supposée avoir été étreinte par Iasion dans un champ labouré. Cette union est à mettre en relation avec le cycle de la végétation, si présent dans la religion minoenne. Les attributs de Déméter que sont les serpents, les animaux, les arbres et les coquelicots peuvent être considérés comme des témoins de l'origine de la déesse. De plus, le nom de la déesse apparait sous sa forme dorique sur une bague du IIIe siècle. Cette bague a été offerte à la déesse en tant que Mère. À Knossos, jusqu'au Ier ou IIe siècle, Perséphone est appelée la Vierge. La présence de ces deux appellations ne sont pas sans rappeler les noms de la Grande Déesse minoenne. Diodore de Sicile écrit même que les mystères d'Éleusis sont originaires de Crète et que les mystères étaient enseignés publiquement à Knossos, là où ailleurs ils étaient enseignés en secret. Lorsque Diodore déclare que l'on retrouve les dieux crétois dans le reste du monde, il prend l'exemple de Déméter, dont le culte part de Crète pour passer en Attique, avant d'atteindre la Sicile puis l'Égypte,.

### Ariane
Ariane est évidemment liée à la Crète, au travers du mythe de Thésée et du Minotaure. Cependant Nilsson observa qu'aucune autre héroïne ne mourait d'autant de façons différentes, et que ceci ne pouvait s'expliquer que par un culte de la mort d'Ariane. Ainsi, en étudiant les festivals d'Ariane à Naxos, il démontra que le rite ressemblait à un culte de la végétation, bien connu des religions orientales, mais absent dans la religion grecque classique. Mais dans les religions orientales, c'est d'un dieu dont il s'agit, alors qu'à Naxos, c'est une déesse. Sa mort est célébrée tous les ans, puisqu'elle meurt tous les ans. Cette forme n'étant pas grecque, ni orientale sous cette forme, elle peut être considérée comme directement héritée des traditions minoennes.

### Ilithyie
Ilithyie était la déesse des accouchements. Homère, dans l'Odyssée, raconte comment elle aida Léto à accoucher d'Apollon à Délos. Il mentionne aussi la grotte d'Ilithyie à Amnisos, ce qui pourrait signifier que la déesse dérive d'une divinité et d'un culte minoen plus anciens. Cette grotte servit au culte, du néolithique à l'époque romaine. Le culte de cette déesse était largement répandu en Grèce, et encore plus en Crète. Son nom, non indo-européen, pourrait venir directement de l'ancienne langue minoenne.